# Vukovári csata
A vukovári csata (horvátul: Bitka za Vukovar, szerbül: Битка за Вуковар) a kelet-horvátországi Vukovár 87 napos ostroma, amelyet a szemben álló felek 1991 augusztusa és novembere közt vívtak meg. A várost a Jugoszláv Néphadsereg (JNA) és különféle szerb paramilitáris erők ostromolták. A horvátországi háború előtt a barokk város virágzó, sokszínű település volt, melyet zömében horvátok, szerbek, de más népek, köztük magyarok is jelentős számban laktak. A Jugoszlávia felbomlásához vezető nacionalista politika, melyet Slobodan Milošević szerb és Franjo Tuđman horvát elnök folytatott, 1991-ben a horvátországi szerbek fegyveres felkeléséhez vezetett, melyet a szerb kormány és paramilitáris csoportok is támogattak. Amikor a horvátországi szerbek megszerezték az irányítást Horvátország szerbek által is lakott részei felett, a JNA beavatkozott a felkelők oldalán. 1991 májusában Szlavónia kelet-horvátországi tartományban konfliktusra került sor. Augusztusban a JNA támadást indított Kelet-Szlavónia horvát ellenőrzés alatti részei, köztük Vukovár ellen.
Vukovárt a Horvát Nemzeti Gárda (ZNG) körülbelül 1800 könnyű fegyverzetű katonája és civil önkéntesek védték a JNA 36 000 katonája és a nehézfegyverzetű szerb harcosok ellen. A csata alatt volt olyan nap, amikor 12 000 tüzérségi eszköz, köztük rakéták és repeszgránátok csapódtak be a városban. Ez volt abban az időben Európa legpusztítóbb és leghosszabb csatája, és a második világháború óta Vukovár volt az első nagyobb európai város, amelyet teljesen leromboltak. Amikor a város 1991. november 18-án elesett, a szerb erők több száz katonát és civilt mészároltak le, és legalább 31 000 polgári lakost deportáltak a városból és környékéről. Vukovárt etnikai tisztogatás keretén belül szerbbé tették, és a függetlenségét kikiáltó Krajinai Szerb Köztársaság része lett. Számos szerb katonai és politikai vezetőt – köztük Miloševićet – később elítélték háborús bűnök miatt, melyeket a csata alatt vagy az után követtek el; többen közülük börtönbe is kerültek.
A csata kimerítette a Jugoszláv Néphadsereget, és ez fordulópontot jelentett a horvátországi háborúban. Pár héttel később tűzszünetet jelentettek be. Vukovár ostroma elég időt hagyott Horvátországnak, hogy haderejét felkészítse és megerősítse, így később sikerrel vette fel a harcot a szerbek ellen. Vukovár 1995-ig szerb kézen, majd 1998-ig ENSZ-fennhatóság alatt maradt, amikor békés úton visszakerült Horvátországhoz. Azóta újjáépült, de népessége csak a háború előtti felét érte el, és számos épületen még látszik a harcok nyoma. A két fő etnikai közösség között jelenleg is szakadék húzódik, a település nem nyerte vissza korábbi fényét.

## Háttér

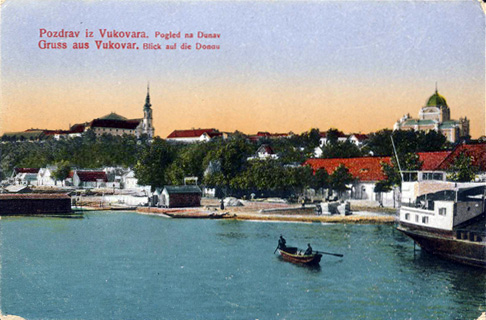
Vukovár látképe a Dunáról 1917-ben

Vukovár fontos regionális központ Horvátország keleti határánál, a Duna nyugati partján, Szlavónia keleti részén helyezkedik el. A területen horvátok, szerbek, németek, magyarok, szlovákok, ruszinok és más népek színes egységet alkotva éltek viszonylagos békében a háború kitörése előtt. Vukovár hosszú ideje jólétben élt, ez tükröződött Horvátország talán legszebb barokk épületein is.
A második világháború után jelentős demográfiai változások történtek, amikor a németeket kitelepítették, helyükre Jugoszlávia más részeiről érkeztek telepesek. Az utolsó, 1991-es jugoszláv népszavazás adatai szerint Vukovár községben a 84 189 lakosból, 36 910 (43,8%) volt horvát, 31 445 (37,4%) szerb, 6 124 (7,3%) jugoszláv, 1375 (1,6%) magyar és 8 335 (9,9%) egyéb nemzetiségű. Vukovár városában 1990-ben 44 639 fő lakott (21 065 horvát, 14 425 szerb).
1945-ben Jugoszlávia szövetségi szocialista állam lett, hat újonnan kialakított köztársasággal – Szlovénia, Horvátország, Bosznia-Hercegovina, Szerbia, Montenegró és Macedónia. A jelenlegi szerb–horvát határt 1945-ben húzták meg, a kormánydöntés a szerb többségű területeket Szerbia Szocialista Köztársasághoz, a horvát többségűeket pedig Horvátország Szocialista Köztársasághoz csatolta. Ez jelentős szerb kisebbséget hagyott a horvát oldalon.
A jugoszláv vezető, Josip Broz Tito 1980-as halála után az addig elfojtott nacionalizmus előtörni látszott, az egyes köztársaságok kormányai is erősödni kezdtek a szövetségi kormány gyengülésével párhuzamosan. Szlovéniában és Horvátországban le is zajlott az átállás a többpárti demokráciára, és gazdasági reformokat is bevezettek, de Szerbia autoriter kommunista elnöke, Slobodan Milošević minden reformtörekvést ellenzett, és a kommunista jugoszláv kormány hatalmának növelésére törekedett. 1990-ben Horvátországban és Szerbiában is választáson vetettek véget a kommunista uralomnak, függetlenségpárti nacionalista erők kerültek mindkét köztársaságban hatalomra. Horvátországban a Horvát Demokratikus Szövetség (HDZ) került kormányra, vezetője, Franjo Tuđman lett az elnök.
Tuđman programját a horvátországi szerb kisebbség ellenezte, akik felé nyíltan ellenséges volt. A Milošević által is támogatott horvátországi Szerb Demokrata Párt (SDS) a második világháború alatt szerbek százezreit kivégző usztasa mozgalom reinkarnációját látta benne. 1990 közepétől az SDS fegyveres felkelőket támogatott a szerbek lakta horvát területeken. A helyzetet tovább bonyolította, hogy kikiáltották a Krajinai Szerb Autonóm Területet, amely a szerb kormánytól és a paramilitáris szervezetektől is burkolt segítséget kapott. A horvát kormány gyorsan nagy területek felett vesztette el ellenőrzését. 1991 februárjában a krajinai szerbek kinyilatkoztatták függetlenedésüket Horvátországtól, és csatlakozási szándékukat Szerbiához. Horvátország több másik szerb közössége is elszakadást tervezte, létrehozva saját milíciáikat és területi elkülönülésüket.

## A csata előzményei
A szerbek és a horvátok konfliktusa 1991 elején terjedt át Kelet-Szlavóniába. Tavaszig több kelet-szlavóniai településen szerb félkatonai egységek alakultak, amelyeket a szerb belügyminisztériumon keresztül támogatott Slobodan Milošević. A belgrádi háborús propagandával feltüzelték a helyi lakosokat. A súlyosbodó helyzet miatt 1991. április 9-én Dokmanović drámai levelet írt Tuđmannak, amelyben kifejtette, hogy a városban a helyzet kritikus, minden pillanatban kitörhet egy etnikai konfliktus, amely számos áldozattal járna. Április 1-jén a Vukovár környéki falvak és más kelet-szlavóniai városok szerb lakói barikádokat kezdtek emelni a főutcákon. A Vojislav Šešelj vezette Fehér Sasok félkatonai csoport bevonult a Vukovártól északra fekvő, szerb többségű Borovo Selóba. Április közepén Armbrust páncéltörő rakétákat lőttek ki a településen. Az egyik verzió szerint barikádként szolgáló mezőgazdasági gépekre lőttek. Egy másik változat szerint szerbek lakta házakra irányítottak három rakétát. Áldozatok nem voltak, de a támadás fokozta és mélyítette az etnikai feszültségeket.
1991. május 1-jéről 2-ára virradó éjjel két rendőri ellenőrzőpontot állítottak fel Borovo Selo határában. Egyesek szerint tüzet nyitottak kivilágítatlan házakból, amikor levették a szerb lobogókat a bejáratnál. Két rendőr megsérült, de elmenekültek, kettőt viszont elfogtak. Másnap reggel Veselin Šoškočanin, a Szerb Demokrata Párt vezetője tagadta az esetet, de utána elismerte, hogy elfogtak két rendőrt, mert szerb civilekre lőttek. Vinkovcei rendőrök indultak értük, de amint beértek a faluba, tüzet nyitottak rájuk, és többen meghaltak. Eszékről erősítést kértek, majd a megérkezésük után az eszéki rendőrök barikádokat építettek, amíg a vinkovcei rendőrök benyomultak a faluba. Ekkor a JNA 12. proletár gépesített dandár 7 páncélosa a két tábor közé állt. Az incidensben 12 rendőr meghalt, 22 megsérült, néhányuk testét megcsonkították. Három szerb is életét vesztette. A borovói csata a második világháború óta a legnagyobb erőszakos cselekmény volt a horvátországi szerbek és horvátok között. Ez sok horvátot feldühített, ami további erőszakhoz vezetett.

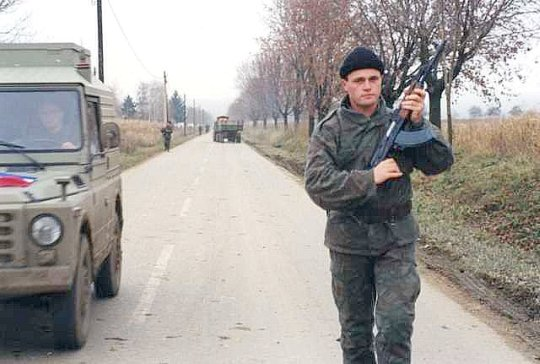
Szerb paramilitáris járőr a kelet-szlavóniai Erdődben (1991)

Nem sokkal ezután, a Jugoszláv Néphadsereg (JNA) egységei bevonultak Borovóba. A hadsereg beavatkozását a helyi horvát vezetők üdvözölték, de a horvát belügyminiszter-helyettes, Milan Brezak azzal vádolta őket, hogy megakadályozzák a horvát rendőrség beavatkozását a paramilitárisok ellen. A rivális milíciák között tűzharcok alakultak ki az egész régióban. Vukovárban a horvátok gyakran erőszakba torkollóan zaklatták a szerb lakosokat. A horvát rendőrség erővel foglalta el a helyi rádióadót, az etnikailag kevert stáb szerb tagjait menesztették, helyükre horvátok kerültek. A szerb milíciák szisztematikusan lezárták a szerbek lakta vidéki területek közlekedési útvonalait, napokon belül Vukovár már csak egy horvátok lakta falvakon átvezető, burkolatlan úton lett megközelíthető. Vukovár atmoszférája elmondások szerint „gyilkos” lett.
1991. május 19-én a horvát kormány függetlenségi népszavazást tartott. Vukovárban, csakúgy, mint Horvátország más részein, a keményvonalas szerb nacionalisták bojkottra szólították fel a szerbeket, míg a mérsékeltek a részvételt és a függetlenségre nemmel való voksolást ajánlották. Sok szerb szavazott is, de az ország 94%-os arányban a függetlenség mellett döntött.
A népszavazás után Vukovárban és környékén még inkább eluralkodott az erőszak. Sorozatos tűzharcokról és bombatámadásokról érkeztek jelentések. A szórványos tüzérségi támadások júniusban kezdődtek, és nyáron intenzitásuk nőt. Vukovár horvát kézen lévő északi elővárosában, Borovo Naseljében gránáttámadás történt. Szerb paramilitáris harcosok nem szerbek ezreit telepítették ki otthonaikból a községben. A Tomislav Merčep vezette horvát paramilitárisok szerbeket támadtak Vukovárban és környékén, 30 és 86 közötti szerbet gyilkoltak meg vagy tüntettek el, és több ezer ember elmenekült otthonából. A horvát kormány vukovári képviselője a zágrábi hatóságoknak ezt mondta: „a város ismét a terror, a fegyveres viszály és provokatív lövöldözések áldozata potenciálisan kifürkészhetetlen következményekkel. Az eddigi politika a szerb és horvát lakosság között terrorállapotot eredményezett.” Mindkét oldal fegyveresei felégettek és kifosztottak több száz házat és gazdaságot.
A konfliktus etnikai jellege elmosódott. Sok, generációk óta Vukovárban élő, starosedioci („régi telepes”) néven ismert szerb ellenállt a Belgrádból és Kninből érkező propagandának, inkább békében élt volna horvát szomszédjaival. Viszont a došljaci néven emlegetett, az 1945 után kitelepített németek helyére Szerbia és Montenegró területéről érkezők fogékonyabbak voltak a nacionalista szólamokra. Paolo Rumiz olasz újságíró szerint „megpróbálták kétetnikumúságukat a hazafias mozgósítás felett tartani, ha ez sikertelen volt, megölték, kifosztották vagy elhajtották őket. A régi telepesek nem hagyták magukat más nemzetiségűek ellen fellázítani.” Amikor a horvátok elmenekültek, lakásukat gyakran szerb szomszédaiknak hagyták megőrzésre, inkább bennük bíztak, mint a horvát rendőrségben. Sabrina P. Ramet amerikai újságíró szerint a kelet-szlavóniai háború „azok harca volt, akik nem akartak integrálódni a multikulturális városok multikulturális életébe.” Belgrád korábbi polgármestere, Bogdan Bogdanović a vukovári eseményeket a városiasodás elleni támadásnak nevezte.

## Szembenálló erők

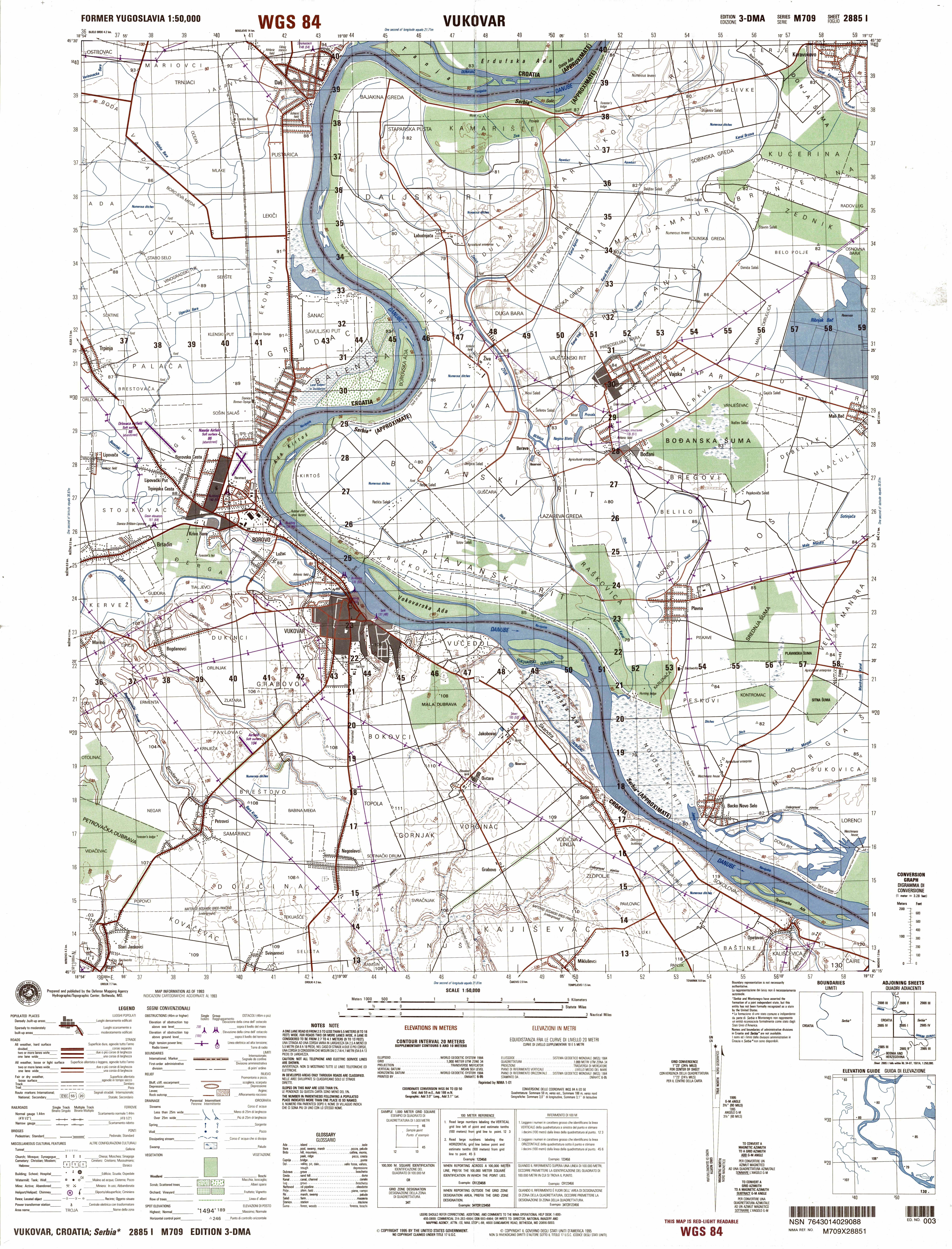
Vukovár és a környező területek térképe

1991 júliusának végére a vukovári rögtönzött horvát védelmi erőt már kis híján bekerítették a szomszédos falvak szerb milíciái. Paramilitárisok, JNA-katonák és a Területi Védelem (horvátul: Teritorijalna obrana, szerbül: Територијална одбрана vagy TO) szerb sorkatonái voltak jelen a szerbek lakta területeken. A JNA-nak kis létszámú erői állomásoztak a vukovári Sajmište városrész laktanyáiban, horvát erőkkel körülvéve. Habár a két oldalra rendre „horvát”, „szerb” vagy „jugoszláv” jelzőkkel utalnak, több más népcsoport, köztük jelentős számban magyarok is harcoltak mindkét oldalon. A támadó erő első parancsnoka egy macedón volt, a horvát védők nagy hányada is szerb vagy más etnikumú volt.

### Horvát erők
A vukovári horvát védők között 1800 tagot számlált az újonnan megalakult Horvát Nemzeti Gárda, ebből 400 a 3. és az 1. gárdadandár tagja volt. A 3. gárdadandár 4. zászlóalja a kezdetektől a városban állomásozott, míg az 1. gárdadandár részei a Szerémség nyugati részéből vonultak be. A gárdistákon kívül 300 rendőrtiszt és 1100 civil önkéntes védte a várost. Az erők nagy része az elején rögtönzött módon szerveződött, de szeptemberben hivatalosan is létrejött a 124. dandár, vagyis a 204. Vukovári dandár. A kisszámú és gyengén felfegyverzett egység tagjainak családja még a városban volt, ezért az elsődleges céljuk az ő védelmük volt.
Önkéntesek Horvátország más részeiről is érkeztek, például a szélsőjobboldali, paramilitáris Horvát Védelmi Erők (HDS) 58 tagja, Dobroslav Paraga extrém nacionalista Horvát Jogok Pártja (HSP) támogatásával. A védők a vukovári társadalom széles rétegeiből tevődtek össze: harmaduk nem horvát, hanem szerb, rutén, magyar vagy más nemzetiségű volt. Nagyjából 100 szerb volt, akikben Zoran Šangut horvát védő elmondása szerint „teljesen megbíztunk. Velünk együtt védték Vukovárt.”
A vukovári horvát erők parancsnoka a JNA korábbi tisztje, akkori ZNG-tag Mile Dedaković volt, aki önként érkezett Vukovárba, majd átvette a védelem irányítását. Az ostrom alatt egyszerűen csak Jastrebként, azaz Héjaként emlegették. Akkoriban a horvát honvédelmi miniszter Gojko Šušak azt állította, hogy Vukovárt szerbek is védik, és Dedakovićot hozta fel példának, ez az állítás később független forrásokban is megjelent, de nem volt valóság alapja. A parancsnok, Branko Borković, szintén JNA-tisztből lett önkéntes. A két férfi egységes parancsnoki struktúrát alkotott, a védőket egy dandárba szervezték, integrált védelmi rendszert alakítottak ki. Hat szektorból álló védelmi gyűrű alakult, mindegyiket a 204. dandár egy-egy egysége védte.
A csata kezdetén gyengén voltak felszerelve, sokan csak vadászfegyverekkel rendelkeztek. A védők menet közben kaptak tüzérségi és légvédelmi eszközöket, de saját készítésű aknákat és úgynevezett IED (improvised explosive device) eszközöket is készítettek. Pár száz páncéltörő eszközt is kaptak, mint az M79 Osa vagy M80 Zolja páncéltörő gránátokat, de a csata alatt számos esetben kritikus lőszerhiány alakult ki. A JNA laktanyáinak elfoglalása is javította a helyzetet, mivel így megszerezték az ott található hadi felszereléseket is. Becslések szerint a horvát erők összes lőszerkészletének 55–60%-át is felhasználták.

### Jugoszláv és szerb erők

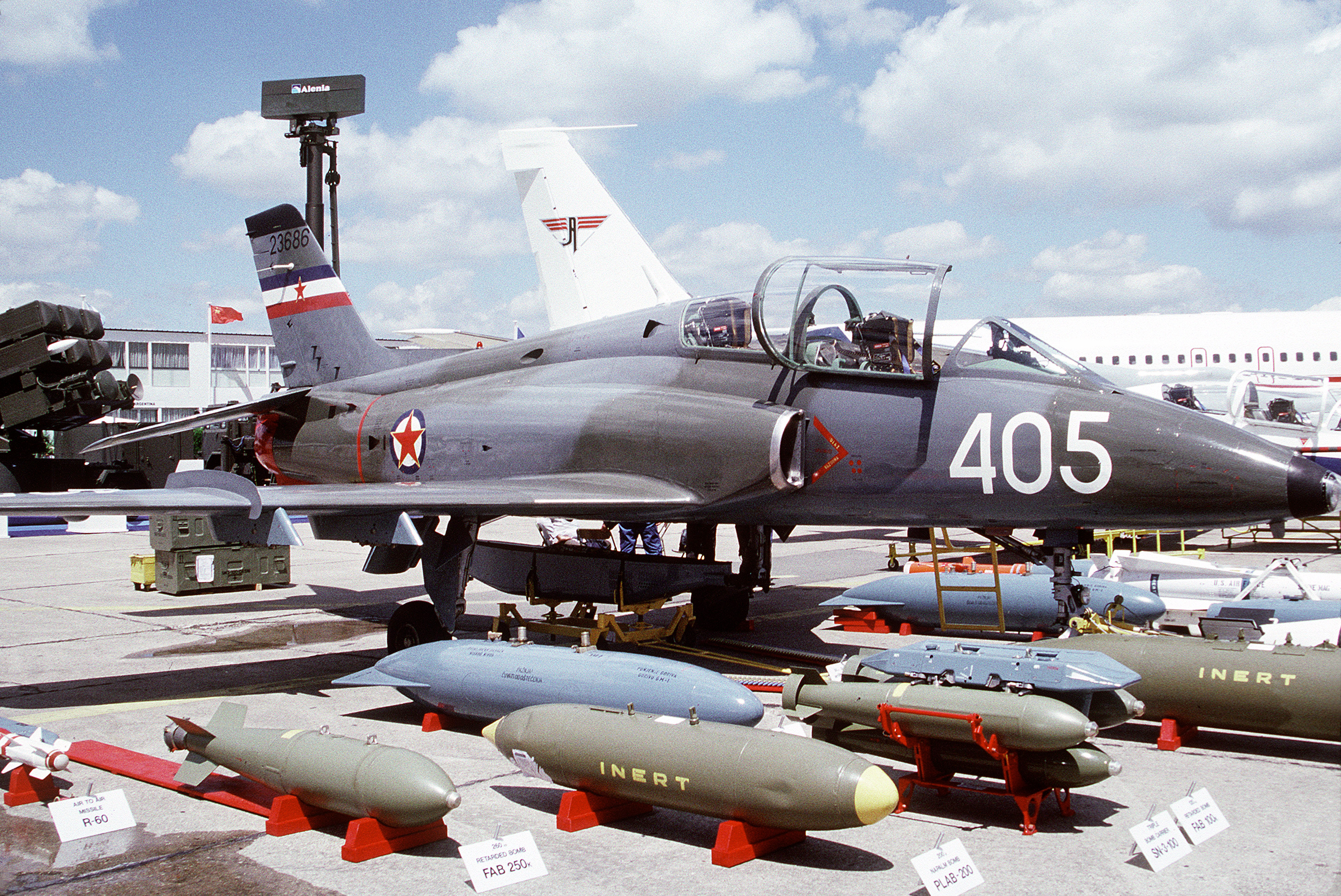
A JNA jobb fegyverekkel és felszereléssel rendelkezett, mint a horvát erők, vadászrepülőgépeket is használtak

A támadó erők részeként JNA-katonák harcoltak Jugoszlávia minden részéről, de rajtuk kívül a TO tagjai, csetnikek (szerb nacionalista paramilitárisok), helyi szerb milíciák, a Jugoszláv Haditengerészet és a Jugoszláv Légierő egységei is kivették részüket a küzdelemből. A csata csúcspontján 36 000 körüli jugoszláv és szerb katona volt Vukovár közelében. Nehéztüzérséggel, rakétákkal és tankokkal voltak felszerelve, repülők és a Duna vizén hadihajók támogatták őket.
A csatát elsődlegesen a jugoszláv szövetségi haderő vívta, így Szerbia kormánya is közvetlenül érintett volt. Ugyanis a szerb titkosrendőrség (SDB) is részt vett a hadműveletekben, néhány tisztje szerb TO egységeknek parancsolt. A szerb belügyminisztérium irányította a paramilitárisok tevékenységét, felfegyverezte és felszerelte őket. Slobodan Miloševićet később közvetlen befolyással vádolták. A később Vukovárban elkövetett háborús bűneiért elítélt Veselin Šljivančanin szerint a tűzparancs „Dedinjéből” jött, ebben a belgrádi villanegyedben élt Milošević.

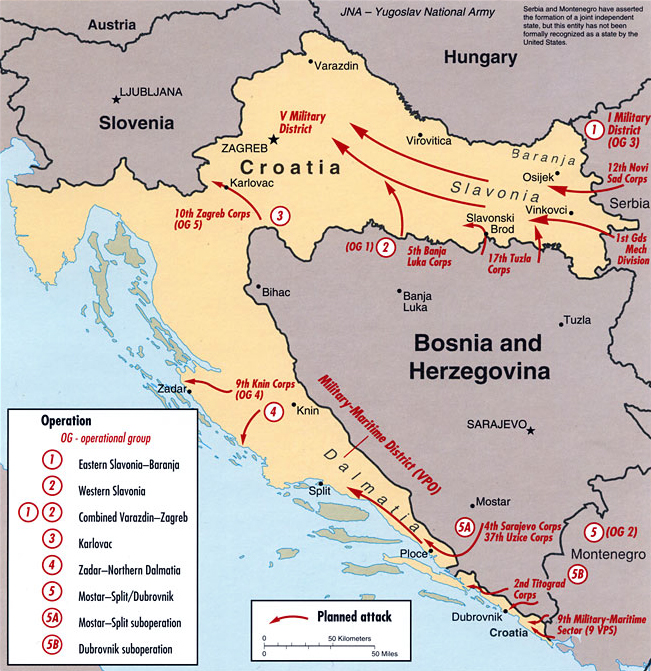
A JNA 1991-es stratégiai terve Horvátország elfoglalására. A vukovári csata után elvetették a tervet a hadsereg kimerülése miatt

A szlovéniai háború kezdetén a hadsereg még mindig úgy láttatta magát, mint a szövetségi, kommunista Jugoszlávia védelmezője, nem pedig a szerb nacionalizmus eszköze. Vezetője, Veljko Kadijević tábornok egyben Jugoszlávia honvédelmi minisztere és elkötelezett kommunista volt, kezdetben megpróbálta az állam egyben tartását kiharcolni, és semlegességet hirdetett a szerb–horvát konfliktusban. A JNA vezérkara célul tűzte ki Horvátország kettévágását a szerbek lakta belső területek, azaz gyakorlatilag a teljes dalmát partvidék és Kelet-Horvátország mentén. Ez a horvát politikai vezetők kapitulációjához, és Jugoszláviához való visszatéréséhez vezethetett volna. A JNA vezetését nem csak szerbek alkották, mert meg kellett őrizni a „jugoszláv” küllemet. Kadijević félig horvát, félig szerb, a JNA erőinek vezetője a csata első felében macedón, a Vukovárt bombázó légierő feje pedig horvát volt.
Szlovénia elvesztése a tíznapos háború után lehetetlenné vált az eredeti cél, azaz Jugoszlávia egységének megőrzése. A hadsereg szerb tagjai közül sokan nem akartak tovább harcolni egy többnemzetiségű Jugoszláviáért. Így egyre inkább szerb jellegű lett, a nemszerbek ha csak tehették elhagyták a hadsereget, vagy megtagadták a további szolgálatot. Néhány JNA-tiszt nyíltan támogatta a horvátországi szerb felkelőket, fegyvereket is juttattak nekik. Habár Kadijević és más JNA-vezetők kezdetben azt vallották, hogy „Jugoszlávia minden nemzetét meg kell védeni”, fel kellett ismerniük, hogy erre nincs esélyük, így beálltak a lázadó szerbek mögé.
A jugoszláv és szerb propaganda a horvát szeparatistákat népirtásra készülő usztasáknak állította be, akik illegálisan vettek el területeket Jugoszláviától, és a szerb civileket a második világháború szerbellenes népirtásainak megismétlésével fenyegetik. Kadijević később elismerte, hogy a Vukovár elleni hadműveletekkel a város „felszabadítását” és a horvát hadsereg „gerincének megroppantását” szerették volna elérni. A JNA folyóirata, a Narodna Armija a csata után azt írta, hogy „Vukovár évtizedeken át készült, hogy a német hadsereg levonulását támogassa a Dunán.” Šešelj így fejtette ki: „Mi mind egy sereg leszünk. Ez nagy feladat a szerbeknek. Akik teljesítik, győztesek lesznek. Akik feladják, nem maradhatnak büntetés nélkül. Egy usztasa sem hagyhatja el élve Vukovárat.”
A bosnyák és koszovói albán katonák további gondot okoztak, akik nem azonosultak a nagyszerb elképzelésekkel. Szerbiában sem szimpatizált mindenki a háborúval, így a mozgósítás is nehézkes volt.

## I. szakasz (1991. augusztus–szeptember)

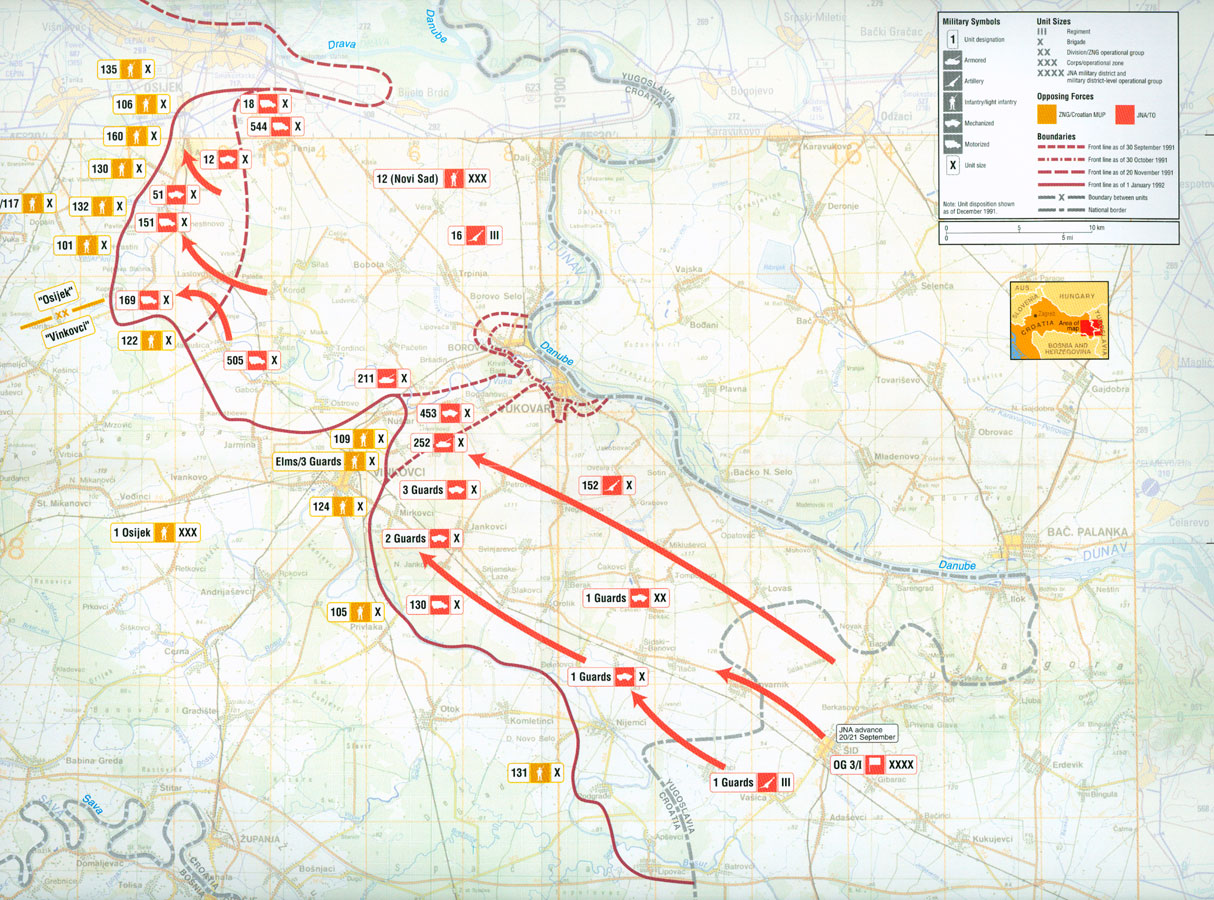
Hadműveletek Kelet-Szlavóniában 1991 szeptembere és 1992 januárja között. A frontvonal a hadjárat végétől 1998 januárjáig fennálló szerb-horvát határt mutatja

A vukovári csatának két szakasza volt, melyek együtt nagyjából kilencven napig tartottak. Az első szakasz 1991 augusztusa és szeptembere között zajlott, mielőtt a várost teljesen bekerítették, a második október elejétől november közepéig, mikor a várost körülvette és elfoglalta a JNA. Júniustól a szerb erők Vukovárat és a környező falvakat naponta vagy szinte naponta ismétlődő tüzérségi és aknavető tűznek tették ki. Júliusban a JNA és a TO nagy létszámban vonult Kelet-Szlavóniába, három oldalról bekerítve a várost. A komolyabb harcok augusztus végén kezdődtek. 23-án Borovo Nasaljét két jugoszláv G–2 Galeb vette bombázás alá. A horvát erők hordozható légvédelmi rendszer segítségével lőtték le ezeket. Másnap a JNA, a Jugoszláv Légierő és a Jugoszláv Haditengerészet nagyszabású támadást indítottak, harckocsik, tüzérség eszközök és dunai hadihajók is részt vettek benne. A határ két oldaláról vezetett támadás komoly károkat és számos polgári áldozatot követelt.
A horvát kormány szeptember 14-én megtámadta a JNA helyőrségeit és fegyverraktárait, ez volt a laktanyák csatája. A vukovári JNA katonai létesítményeket is támadták, de a védők ellenálltak. Bosszúból a szerb palamilitárisok Negoslavci irányából támadtak Vukovártól délnyugatra fekvő területeket, nagyjából 2000 embernek kellett otthonait elhagyni, tömegmészárlásokról és civil áldozatokról is érkeztek hírek. A kerületen kívüli horvát erők az elfoglalt laktanyákból rengeteg hadi felszerelést zsákmányoltak, ezekből Vukovár védőinek is jutott.
A JNA válaszul komoly erőkkel nyomult Kelet-Szlavóniába, ahonnan Vinkovcen és Eszéken keresztül akartak Zágrábig vonulni. A hadsereg nem akarta megkerülni Vukovárt, mivel szerették volna az ostromlott laktanyákat megvédeni, és az utánpótlási vonalra leselkedő esetleges veszélyeket is meg kívánták szüntetni. A JNA vezérkara nem Vukovárra összpontosította a hadművelet fő erőkifejtését, de csakúgy, mint a sztálingrádi csata a második világháborúban, ez a kezdetben jelentéktelennek tűnő helyszín később egyre nagyobb politikai jelentőséggel bírt mindkét fél számára.
Szeptember 19-én a legalább 100 T–54/55-ös és M–84-es harckocsikkal indult meg egy hadoszlop, melynek részeként páncélozott szállítók és nehéztüzérségi eszközök hagyták el Belgrádot. Horvátországba szeptember 20-án, a szerbiai Sid város közelében vonultak fel. A horvátokat gyorsan visszaszorították Vukovárba. A JNA 1. Gépesített Gárdadandárja hamarosan megérkezett a vukovári laktanyákhoz, felmentve azokat a horvát ostrom alól. Vukovár bekerítéséhez is hozzákezdtek és szeptember 30-ra a város már teljesen körbe volt zárva. Minden kifelé és befelé vezető utat ellenőriztek és lezártak, az egyetlen kivétel egy korábban elaknásított gabonamezőn át vezető mezőgazdasági út volt.
A JNA támadások sorát indította, átütő sikerek nélkül. Nyílt terepre tervezett fegyverzete használhatatlan volt Vukovár szűk utcáin. A reguláris tüzérség támogatása is hiányzott, a TO gyengén kiképzett és motivált alakulatai nem voltak képesek megfelelő alternatívát nyújtani. A JNA katonái nem értettek a városi hadviseléshez és parancsnokaik sem tudták kihasználni erőfölényüket és szervezettségüket.
A horvát erők a JNA támadásaira a bekötőutak aknázásával, páncéltörő fegyverek és mesterlövészek alkalmazásával és a megerősített pozíciókból való visszacsapásokkal próbáltak válaszolni. A JNA kezdetben páncélos ékek tömegét vetette be, melyek az utcákon egymás mögött tudtak haladni, néhány lövészszázad követte ezeket. Válaszként a horvátok páncéltörőkkel céloztak rájuk gyakran mindössze 20 méter távolságból, kilövendő az elöl és oldalt haladó járműveket, a támadók többi részét így védetlenné téve. Óvakodtak a JNA fegyverzetének teljes megsemmisítésétől, hiszen a zsákmányolt eszközök fontos utánpótlást biztosítottak. A horvátok „aktív védekezési” stratégiát választottak, rajtaütésszerű támadásokat vezettek a szerbek ellen. A (taposó)aknák gátolták a JNA műveleteit. Szokatlan módszereket is bevetettek az ellenség moráljának megbontása érdekében, például időjárás-módosító rakétákat lőttek ki, a parkoló tankok alá aknákat helyeztek, melyek a reggeli indításnál robbantak. A JNA veszteségei igen komolyak voltak. Mindössze egy, „tanktemetőként” emlegetett úton nagyjából 100 páncélozott jármű semmisült meg, ezek közül 15-öt Marko Babić ezredes pusztított el. A sok áldozat a harci morál jelentős csökkenését hozta, ez aztán egyre feljebb gyűrűzött a parancsnoki hierarchiában is.
A JNA a város ellen tüzérségi és rakéta-zárótüzet vetett be. A harc végéig több, mint 700 000 gránátot és más rakétát lőttek Vukovárra, akár naponta 12 ezret is. Becslések szerint a városra és környékére több, mint 2 és fél millió, 20 mm-nél nagyobb átmérőjű gránátot lőttek. A bombázás intenzívebb volt a sztálingrádinál is. A Vukovárban maradó több ezer civil pincékben és a hidegháború alatt épült óvóhelyekben húzta meg magát.

### A JNA gyengeségei és új taktikái

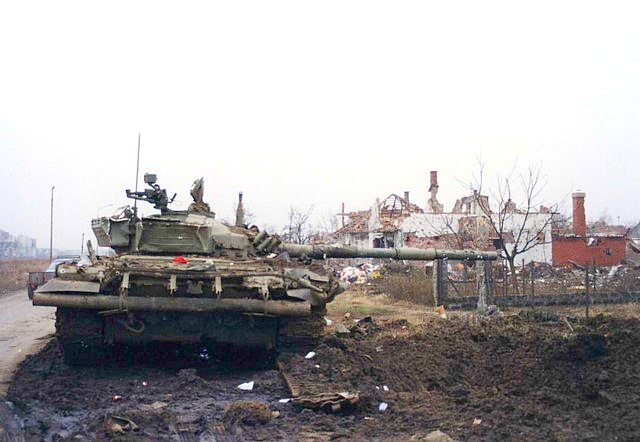
A JNA M–84 harckocsija egy aknára futása után Vukovárban, 1991. november

Az, hogy a JNA-t nem támogatta jelentős gyalogság, az előző hónapok elképesztően alacsony mozgósítási szintjének volt köszönhető. Számos tartalékos, akik között Jugoszlávia teljes területéről, így Horvátországból is voltak akik megtagadták a behívó parancsot, sok már állományban szolgáló katona pedig dezertált. Szerbia hivatalosan sosem vett részt a háborúban, így általános mozgósításra nem került sor. 150 ezer körüli szerb külföldre menekült a besorozás elöl, mások dezertáltak vagy elrejtőztek. A sorkatonai szolgálatra kötelezetteknek mindössze 13%-a jelentkezett katonának. 40 ezren lázadást rendeztek Szerbia városaiban, a Vreme szerb újság szerint „totális katonai összeomlás” helyzete állt fenn.
A csatatéren is elképesztően gyenge volt a harci morál. A JNA parancsnokai több esetben saját katonáikra fogtak fegyvert, hogy így vegyék rá őket az engedelmességre. Mikor egy egység parancsnoka két részre osztotta csapatát aszerint, ki akar harcolni tovább, illetve ki akar inkább hazamenni, egy újonc képtelen volt választani, ezért inkább tarkón lőtte magát. Egy tiszt később elmesélte, alárendeltjei hogyan próbálták megtagadni a parancsokat. „Elhagyták a járműveket, eldobták fegyvereiket, leültek a földre és John Lennon Give Peace a Chance dalát énekelték.” Október végén egy teljes újvidéki lövészzászlóalj elhagyta Borovo falut, és harc nélkül megfutamodtak. Egy másik tartalékos alegység fegyverét eldobva egy közeli hídon átsétált Szerbiába. Vladimir Živković harckocsizó járművét a frontvonalról a belgrádi parlament elé vezette, majd az épület előtti lépcsőkön leparkolta. A hatóságok letartóztatták és őrültnek nyilvánították. Katonatársai tiltakozásképp fegyverrel elfoglaltak egy rádióállomást, és kijelentették, hogy „nem vagyunk árulók, de agresszorok sem akarunk lenni.”
Szeptember végén Života Panić vezérezredes került a Vukovár elleni hadművelet élére. A nagy parancsnoki eréllyel és szaktudással rendelkező Panić új összpontosítási körzeteket határozott meg és szigorúan ellenőriztette a kiadott parancsok végrehajtását azért, hogy a JNA működésében mutatkozó szervezetlenséget megakadályozza. A rendelkezésre álló erőket két részre osztotta: az északi és a déli felelősségi területekre. Az északi vezetését Mladen Bratić vezérőrnagy, a déliét Mile Mrkšić ezredes kapta. Közben szerb paramilitáris csapatok újonnan is érkeztek a harctérre. Jól felszereltek és motiváltak, de gyakran fegyelmezetlenek és brutálisak voltak. Gyengeségeik ellenére zászlóalj erősségű csapatokba szerveződtek és képesek voltak akár a hiányzó tartalékosok helyettesítésére is. Az újvidéki hadtest parancsnokát a csata után levideózták, ahogy a csata után az „Arkan” néven is ismert Željko Ražnatović „tigriseit” méltatja:

„A legtöbbet Arkan önkénteseinek köszönhetjük! Bár egyesek paramilitális alakulatokkal való összejátszással vádolnak, ezek itt nem paramilitárisok! Ők férfiak, akik önként harcolnak a szerbek ügyéért. Körbeveszünk egy falut, ő bemegy és lelövi, aki nem adja meg magát. Megyünk!”

Panić a motivált paramilitáris gyalogságot a képzett műszaki egységekkel kombinálta, a nehézfegyverek és a lövészek támogatása mellett megtisztították az utakat az aknáktól. A félkatonaiak által szorgalmazott támadás, aztán szeptember 30-án kezdődött meg. Vukovár horvát ellátási útvonalát vágták el, mikor a városba vezető út menti Szlavónmária falut október 1-jén elfoglalták. Nem sokkal ezután a 204. dandár parancsnoka, Mile Dedaković pár fő követőjével kitört a horvát kézen lévő Vinkovci felé. Ezután Vukovár védelmének irányítását helyettese, Branko Borković vette át. Anton Tus tábornok, a kerületen kívüli horvát erők parancsnoka Dedakovićot nevezte ki egy az ostromzár áttörését célul kitűző hadművelet élére. A város védelmét támogató katonai akció október 13-án kezdődött. Nagyjából 800 katona és 10 tank vett részt a támadásban, mely a kora reggeli órákban a tüzérségi előkészítéssel vette kezdetét. A különleges rendőri erők délelőtt érkeztek meg Szlavónmáriába, de még pihenniük kellett. A horvát tankok és gyalogosok a JNA kemény ellenállásába ütköztek, Berzétemonostornál tüzérségi tűz fogadta őket. A JNA 252. Páncélozott dandárja nagy veszteségeket mért a horvát erőkre, 13 óra körül a hadműveletet a HV leállította. A Vöröskereszt humanitárius konvoját átengedtek Vukovárba.

## II. szakasz (1991. október–november)

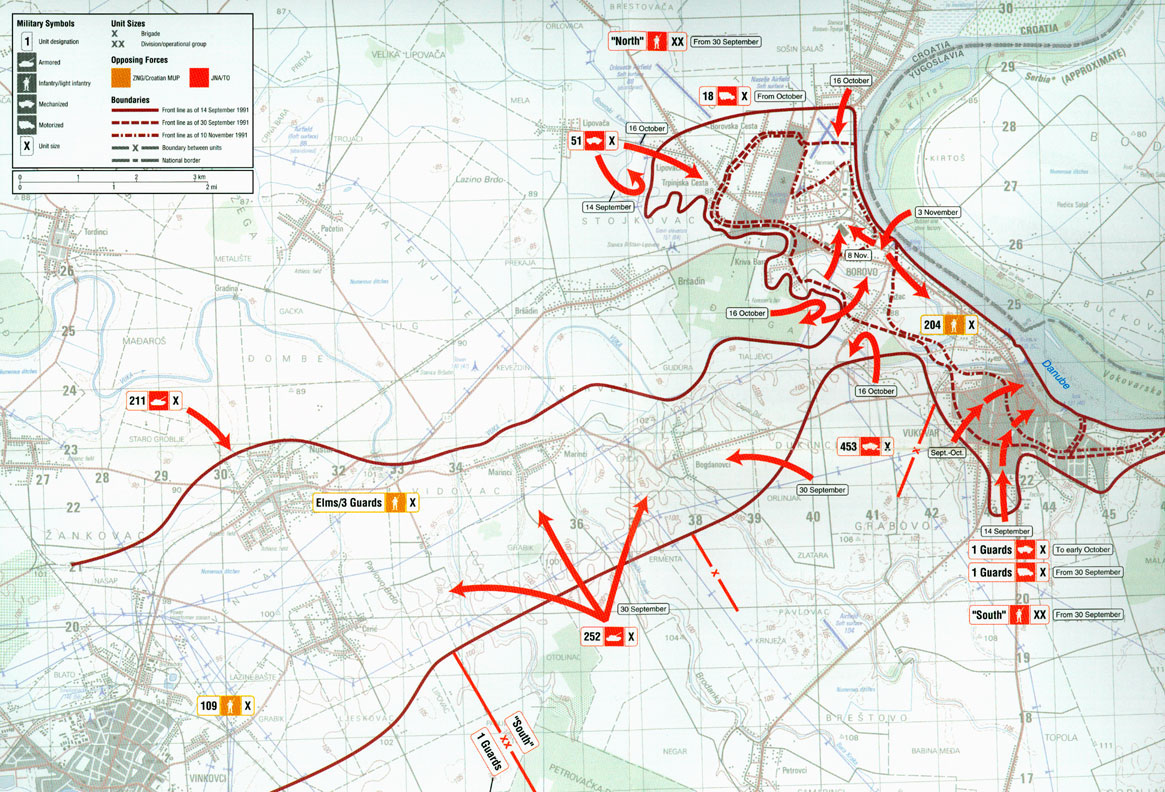
A vukovári csata végső szakasza, mikor a JNA és a szerb csapatok bekerítették a várost, majd el is foglalták

A csata végső szakasza alatt Vukovár megmaradt lakói, köztük több ezer szerb, pincékbe és egyenként akár 700 főt is befogadó óvóhelyekre menekültek. Válságbizottságot hoztak létre, mely a városi kórház alatti atombunkerben működött. Ez a bizottság átvette a város irányítását, megszervezték az élelem, víz és orvosi ellátmány kiszállítását. Ez biztosította az utcákon rekedt civileknek a minimumot, és azt is, hogy minden óvóhelyen legalább egy-egy orvos és ápoló tartózkodott.
A kórháznak sebesültek százait kellett ellátnia, szeptember második felében naponta 16-80 ember érkezett, ezek háromnegyede civil volt. Annak ellenére, hogy az épület Vöröskereszt-védelem alatt állt, a csata alatt több, mint 800 találat érte. Az épület nagy része megrongálódott, a személyzet és a betegek föld alatti folyosókon húzták meg magukat. Az intenzív osztály az épület atombunkerébe költözött. Október 4-én a Jugoszláv Légierő támadta a várost és ennek keretében lerombolta műtőjét. Egy bomba több szintet zuhant, nem robbant fel, hanem egy sebesült lábára esett, anélkül, hogy megsebesítette volna. Az egyik orvos később rákérdezett Szerbiában, miért támadták meg a kórházat, azt a választ kapta: „Mert sebesült horvát katonák voltak ott.”
A horvát légierő közben An–2 repülőgépeket vetett be, hogy ejtőernyővel utánpótlást dobjanak le a vukováriaknak. A gépek az ellenségre levetettek rögtönzött bombákat is, melyek üzemanyaghordókból készültek, robbanóanyaggal és fémcsövekkel megtöltve ezeket. A csapatok GPS-sel bemérték a célpontot, majd az első ajtón kilökték a dolgokat. Az egyik gépet 2K12 Kub-bal lőtték le, megölve ezzel a légi egységek parancsnokát, Marko Živkovićot.
Az Európai Közösség is megpróbált a bent rekedt 12 ezer civilnek humanitárius segélyt nyújtani, de csak egy konvojuk jutott be. A horvát erők október 12-én felfüggesztették hadi tevékenységüket, hogy a konvoj áthaladhasson, de a JNA a szünetet is kihasználta. Miután a konvoj elindult, a jugoszláv hadsereg két napig feltartotta, ez alatt aknákat fektettek, erősítést szereztek és megerősítették a Vukovárba bevezető utak feletti ellenőrzésüket. A konvoj megérkezte után a kórház orvosi ellátmányt kapott, 114 sérült civilt pedig evakuáltak a városból.
Október 16-án a JNA nagy támadást indított Borovo Naselje ellen. Ezzel némi nyereséget értek el, de a horvátok ismét komoly ellenállást tanúsítottak. Október 30-án a JNA teljesen összehangolt támadást indított, paramilitáris erőkkel az élen, akiket gyalogság és műszaki egységek követtek, átnyomulva a horvát védelmen. Az északi és déli szektorra osztott szerb erők bizonyos pontokat egyszerre támadtak meg, visszanyomva a védőket. A JNA új taktikát is bevetett, például közvetlenül a házakra lőttek, majd tankokat vezettek beléjük, könnygázt és füstbombákat is bevetettek, páncéltörő és légvédelmi lövegeket is használtak, miközben házról házra haladtak. Ez a taktika komoly veszteségeket okozott horvát oldalon.
November 2-án elérte a stratégiai fontosságú Lužacot, a Borovo Naselje és Vukovár közt fekvő elővárost, elvágva ezzel a városközpontot az északi külvárosokkal összekötő utat. Eközben a ZNG (melyet ekkorra már Horvát Hadseregnek hívtak) megpróbálta visszafoglalni Szlavónmáriát és Cseriget, hogy ismét megnyílhasson az utánpótlási útvonal. Ezt a JNA hozzáférési útvonalainak bombázásával, illetve páncélostámadással kívánták elérni. Ez Mladen Bratić JNA tábornok életébe került, ugyanis november 4-én harckocsiját találat érte, de a JNA gyalogsága és tüzérsége visszaverték a horvátokat, súlyos veszteségeket okozva

### Vukovár eleste

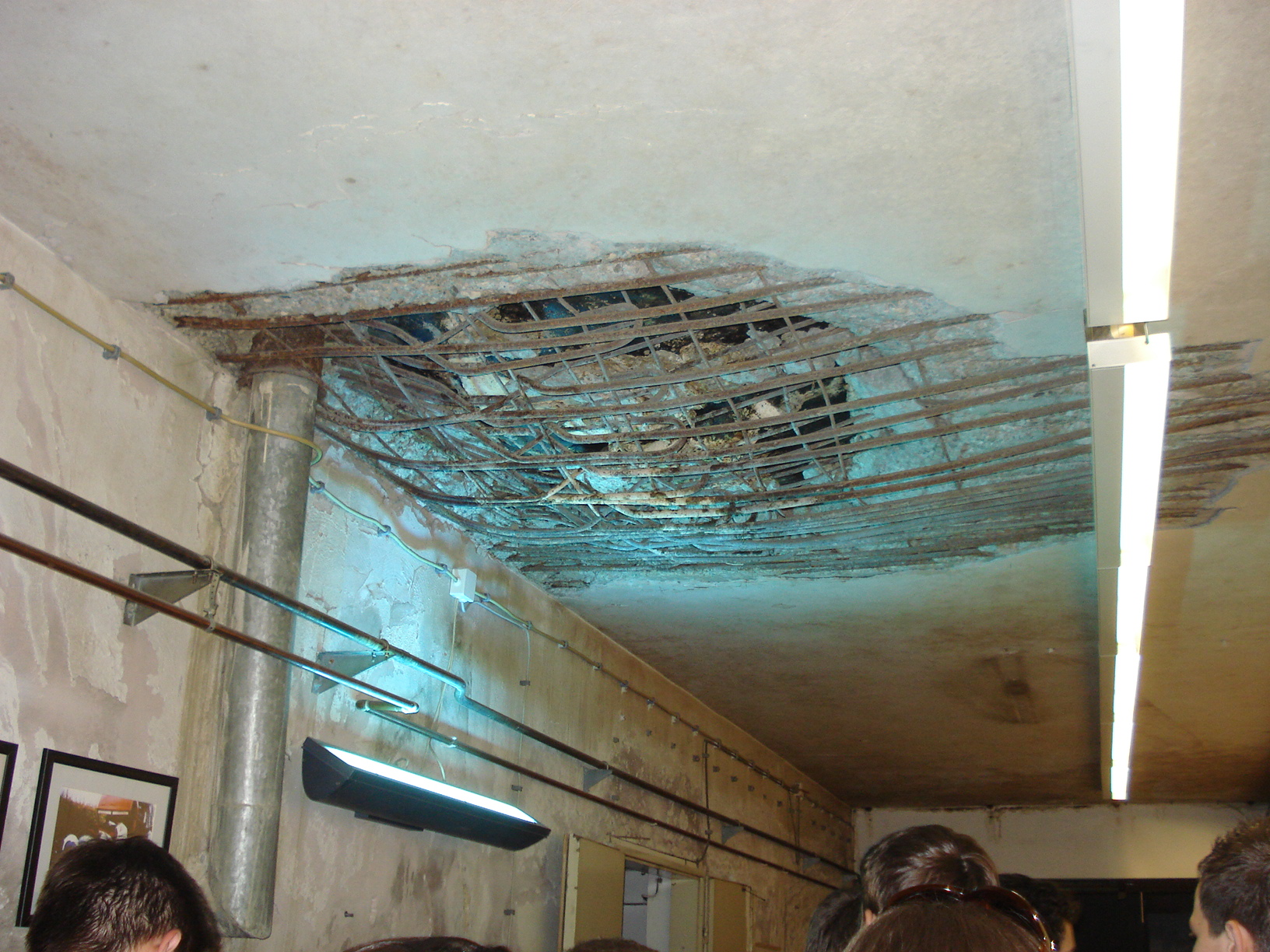
A vukovári kórház az október 4-i bombatámadás után

November 2-án a JNA csapatai kétéltű támadást indítottak át a Dunán, északra Lužactól, hogy november 3-án egyesüljenek Arkan paramilitáris „Tigriseivel”. Ez a támadás félbeválasztotta a horvát területet, a városközpont védőit elválasztva a Borovo Naseljei kisebb csoporttól. A déli műveleti csoport ezután szisztematikusan kezdte megtisztítani a városközpontot, újabb és újabb csoportokat vágva le. November 9-én foglalták el a kulcsfontosságú Milova Brdát (Malom-domb) dombtetőt, így ráláthattak a város nagy részére. A támadást nagyrészt paramilitárisok vezették, de a JNA és TO katonái is támogatták, különösen aknamentesítéssel és gyalogsági kísérettel. A Vukovártól közvetlenül nyugatra fekvő Bogdánfalva november 10-én esett el. November 13-án a JNA az utolsó kapcsolatot is elvágta Borovo Naselje és Vukovár között. A Vukováron kívül rekedt erők megpróbáltak visszatérni a városba, de a Berzétemonostorból induló támadás sikertelen volt.
Ekkorra a védők kifogytak a lőszerből, kimerültek a folyamatos, eredmény nélküli harcokban. Ekkorra már csak három külön részre oszlottak. A már elkerülhetetlen vereség előtt több száz horvát katona és civil próbált kitörni, erre azért volt lehetőségük, mert a JNA a végső támadásra készülődött. A Borovo Naseljeiek nagy része nem tudott kitörni, így megölték őket. November 18-án Vukovár központjának utolsó védőit is bekerítették.
Vukovár polgári lakói közül sokan nyomorúságos körülmények között, az éhenhalás küszöbén éltek. Egy nő mondta az ENSZ-különmegbízott Cyrus Vancenak, hogy az utolsó két hónapot egy óvóhelyen töltötte öt gyermekével, mosakodási lehetőség és illemhely nélkül. Két szelet kenyér és egy darab pástétom volt egy napra élelmük. Vukovár egyik védője így írta le a csata csúcspontjakor tapasztalható körülményeket:

„Október elejére elfogyott a cigaretta. Az emberek szőlőlevelet vagy teát használtak. Nem volt élesztő a kenyérhez. Fiammal és feleségemmel konzerveket ettünk. A bombázás egy nap 24 órán át tartott, de a fegyverszünetek még rosszabbak voltak. Mikor az emberek kijöttek az óvóhelyről, hogy igyanak a kútból, a mesterlövészek lelőtték őket. Nem tarthatsz két hónapig egy helyen egy gyermeket, ha süt a nap reggel, kiszaladnak játszani, lelövik őket is.”

A csata végén az óvóhelyeken meghúzódó tömegek sokkot kaptak az állapotokat meglátva. A Horvát Rádió riportere, Siniša Glavašević és egy végig a városban maradó vukovári így jellemezte a képet, ami a túlélőket fogadta:

„Vukovár képe a[z ostrom] 87. nap[ja] 22. órájában örökre azok emlékezetébe égett, akik megélték. A földöntúli jelenetek végtelen száma, az égett szag, lábaink előtt régi tetőcserepek, építőanyagok, üveg, romok, szörnyű csend... Reméljük, Vukovár kínjainak vége.”

Habár Vukovár központjában véget értek a harcok, a város más részein továbbra is folytak a küzdelmek. Néhány védő november 20-ig ellenállt, mások november 23-án távoztak Borovo Naseljéből.

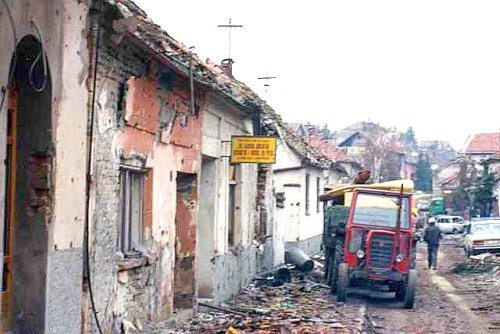
Jelenet tíz nappal a megadás után: vukovári utca romokban

Külföldi újságírók és nemzetközi megfigyelők nem sokkal a védők megadása után beléphettek a városba, rögzítették is, mit láttak. Blaine Harden, a Washington Post újságírója így írt:

„Egész Vukovárban nem látni egy tetőt, ajtót vagy falat, amit nem csipkéztek volna lövések, nem lyukasztották volna repeszek, bombák, golyók és tüzérségi lövedékek – ez az eredménye a szerb felkelők és a szerb vezetésű jugoszláv hadsereg három hónapos erőfeszítésének, hogy megszerezzék a várost horvát védőitől. Egy épület sem tűnik lakhatónak, de javíthatónak se. Majdnem minden fát darabokra tépett a tűz.”

Chuck Sudetic a The New York Timestól így írt:

„Csak a szerb dominanciájú hadsereg katonái, kóbor kutyák és néhány újságíró járt a füstös, törmelékkel fojtott utcákon, a Vukovár központjában található lakóházak, üzletek és szállodák romjai között. Nem egy épület úgy nézett ki egy egész napos sétám során, hogy örökké lakhatatlan marad. Egy parkban a bombázás úgy levágta a füvet, mintha egy fűnyíró lett volna. Az út túloldalán az ortodox templom az oltárra esett. A gépfegyverek hangja minden percben hallatszott, némely részeg szerb katona azokat az aknákat, galambokat és ablakokat vette célba, melyek túlélték a csatát.”

Laura Silber és a BBC-s Allan Little leírta, hogy „az emberek és állatok tetemei az utcákon hevernek. Az épületek szörnyű csontváza még égett, pár centin múlott, hogy megúsztuk. Vad szerb önkéntesek kóborolnak az utakon, zsebeik tele lopott kincsekkel.” Marc Champion a The Independentben írta le, hogyan ünnepeltek a JNA katonái:

„A „Vukovár hadművelet” ezredesei több, mint 100 újságírót szórakoztattak a Dunav Hotel romjai között, úgy, mint a Kalapos győzelmi ceremóniáján. Képeslapokat adtak a régi Vukovárról mementóként, keményített fehér abroszon szolgáltak fel italokat, a szél befújt az ablakon... A hotelben tényleg Alice Csodaországban-világ volt, [Miodrag] Gvero ezredes bejelentette, hogy a falon tátongó lyukakat horvát védők okozták. Dinamitrudakat helyeztek a falba, hogy rosszul nézzen ki, ezt mondták.”

## Veszteségek

### Horvát
Horvátország jelentős katonai és polgári veszteségeket szenvedett. Az első jelentések 1798 halottról szóltak. Anton Tus horvát tábornok későbbi állítása szerint 1100 horvát katona meghalt, 2600 katonát és civilt pedig eltűntként tartanak számon. Másik 1000 katonát pedig Vinkovce és Eszék megközelítése alatt öltek meg Tus szerint. Megjegyzése szerint a harcok olyan hevesek voltak, hogy a szeptember és november közti kelet-szlavóniai veszteségek a teljes 1991-es horvát háborús veszteségek felét adták. A Horvát Védelmi Minisztérium 2006-os jelentése szerint 879 horvát katona halt meg, további 770 katona sebesült meg Vukovárnál. A Központi Hírszerző Ügynökség a kelet-szlavóniai horvát veszteségeket 4000 és 5000 köré teszi. A 204. Vukovári dandár létszámának 60%-át elvesztette. Horvát tisztviselők 2000 halottról, 800 eltűntről, 3000 fogságba esőről és 42 852 menekültről számoltak be Kelet-Szlavónia kapcsán.

### Szerb és jugoszláv
Habár a JNA veszteségei kétségkívül jelentősek voltak, a pontos számok a hivatalos adatok hiánya miatt nem ismertek. A JNA 1279 elesettet ismert el, melyek közül 177 tiszt volt, de ez az egész horvátországi háborúra vonatkozott. Tus szerint a JNA újvidéki alakulata 1300 katonát vesztett a kelet-szlavóniai hadjárata alatt. Ebből az adatból úgy becsli, hogy 6000 és 8000 közti az elesett katonák és önkéntesek száma, 600 páncélozott járművet és 20 repülőt is vesztettek.
A szerb források nem támasztják ezt alá. Andrija Biorčević tábornok, az újvidéki alakulatok korábbi parancsnoka szerint „nem estek el tőlünk 1500-nál többen.” A szerb hadsereggel szoros kapcsolatban álló Miroslav Lazanski újságíró a belgrádi Večernje novosti lapban így írt: „A JNA Területi Védelem, és önkéntes egységei oldalán pontosan 1103-an haltak meg.” 110 páncélozott jármű és két harci repülő elvesztését ismerte be, további egy pedig technikai okok miatt pusztult el. Života Panić tábornok a szerb Vreme hetilapnak adott interjújában 1503, a csatában elesett JNA-tagról beszélt. Milisav Sekulić ezredes 1180 JNA-és TO-katona haláláról tud. Norman Cigar hadtörténész szerint az elesettek valós száma jóval nagyobb lehet, mivel a csata alatt nem mindig jelentették be a veszteségeket.

## Háborús bűnök

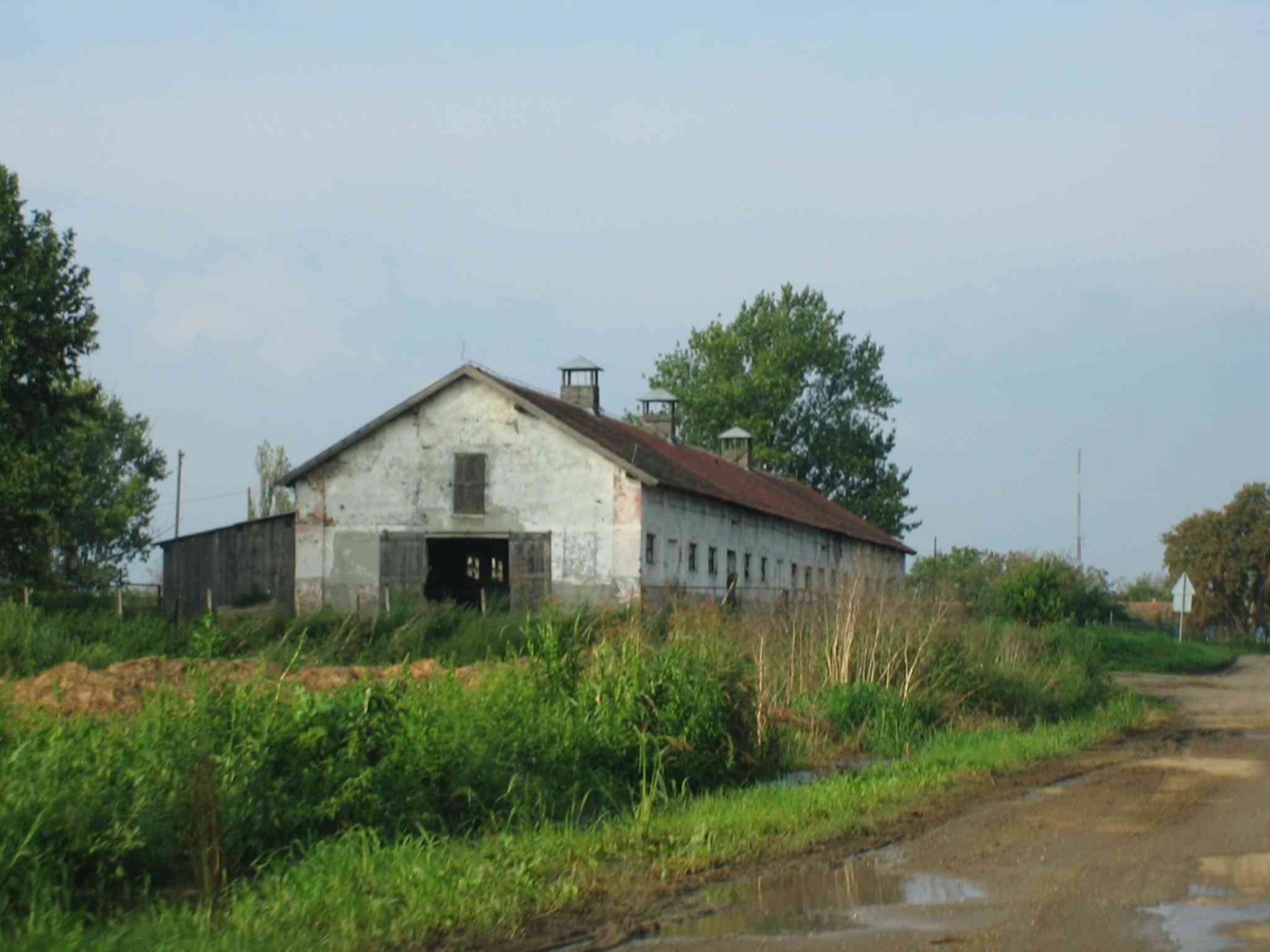
Az ovčarai sertéstelep, ahol 260 embert mészároltak le a csata után

Sok Vukovárban elfogott katonát és polgári lakost megöltek. A szerb paramilitárisok az utcát járták, horvátok után kutatva és számos brutális kivégzésre került sor. Újságírók is tanúi voltak egynek Vukovár főutcáján, de civilek utcán heverő holttesteiről is beszámoltak. A BBC televíziós riporterei rögzítették, ahogy szerb paramilitárisok a „Slobodane, Slobodane, šalji nam salate, biće mesa, biće mesa, klaćemo Hrvate!” („Slobodan, Slobodan, küldj nekünk salátát! Lesz hús, lesz hús, levágjuk a horvátokat!”). Egy, a JNA tartalékosai közé beépült újságíró később így írt:

„Vukovár eleste után az embereket sorba állították, és sétára kötelezték a fogvatartás helyszínén. Ahogy a rabok sétáltak, helyi szerb paramilitárisok véletlenszerűen kiválasztottak közülük pár embert, azt állítva, „háborús bűnök” miatt ki kell őket végezni. Ezek az emberek többségében olyan horvátok voltak, akik a teljes ostromot pincékben, sokan közülük a kórház alatt töltötték. A kivégzést végrehajtó embereket is közülük választották ki. Kivették őket a sorból, Veselin Šljivančanin, Vukovár biztonságáért felelős JNA-tiszt látszólagos engedélyével.”

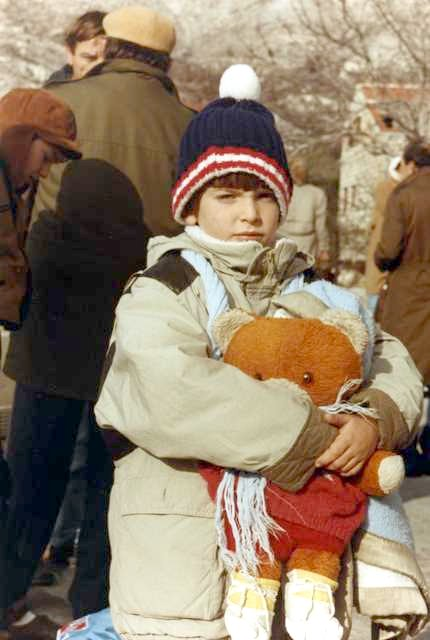
Gyermek vár az ENSZ általi evakuálására 1991 decemberében

A vukovári kórházból nagyjából 400 embert (nem-szerb páciensek, orvosi személyzet, helyi politikusok és mások, akik itt kerestek menedéket) a JNA-hoz vitték. Bár néhányukat elbocsátották, nagyjából 200-at a közeli ovčarai táborba vittek, majd kivégeztek. Az esemény a vukovári mészárlás néven vált ismertté. Nagyjából 50 másik embert soha többé nem láttak. Több ezer személyt a szerbek által ellenőrzött horvát területek vagy Szerbia börtöntáboraiba szállítottak. További tömegmészárlások is történtek, a Vukovártól északra fekvő Dályában, ahol korábban is volt már mészárlás, számos vukovári foglyot kemény kihallgatásnak, veréseknek és kínzásoknak vetettek alá, legalább 35 áldozattal. A JNA kétezer embert börtönzött be egy veleprometi gyárépületbe Vukovárban. 800-at a JNA hadifogolynak minősített. Sokukat brutálisan kihallgatták, többeket a TO vagy paramilitárisok lőttek le, másokat pedig Ovčarába küldtek, ahol a vérengzés áldozatai lettek. A fennmaradó foglyokat pedig a szerbiai Szávaszentdemeterben található JNA-börtöntáborba szállították, ahol érkezéskor meztelenre vetkőztették őket, megverték és kihallgatták őket, heteken át a puszta padlón kellett aludniuk. Legtöbbjüket a Cyrus Vance közvetítésével tető alá hozott ENSZ-egyezmény megkötése után, 1992 januárjában kiengedték. Másokat 1992. közepéig fogságban tartottak. A Vukovárt védő szerbeket árulónak minősítették, különösen kegyetlenül bántalmazták őket.
A fogvatartottakat, akiket nem gyanúsítottak a horvát erőkkel való együttműködéssel, Szerbia és Horvátország más részeire telepítették. Vukovár és környéke nem-szerb lakosságát etnikailag megtisztították, legalább 20 ezer lakosnak kellett elhagynia a várost, Kelet-Szlavóniából tízezreket telepítettek ki. 2600-an tűntek el a város eleste után, 550-en máig hiányoznak. Háborús nemi erőszakra is volt példa, ezért három katonát később elítéltek.
A szerb erők számos prominens személyt különválasztottak. Köztük volt Vesna Bosanac, a kórház igazgatója, akit Horvátországban hősként ünnepeltek, de a szerb média démonizálta. Őt és férjét a szávaszentdemeteri börtönbe szállították, ahol 66 másik nővel zárták egy szobába hetekre. Férjét többször is megverték. A Nemzetközi Vöröskereszt segítségével a párt fogolycsere után elengedték. Siniša Glavašević horvát rádiós újságírót, akinek adásai ikonikussá váltak Horvátországban, Ovčarába vitték, megverték, majd lelőtték a mészárlás többi áldozatával együtt.
Vukovárat módszeresen kifosztották. Egy ott harcoló JNA-katona a Dnevni Telegraf szerb újságnak elmondta, hogy „a csetnikek [paramilitárisok] professzionális zsákmányszerzők, akik tudták, mit keresnek az éppen kifosztott házakban.” A JNA is részt vett ebben: a Szerb Védelmi Minisztérium egyik tisztviselője így beszélt erről: „Mondj nekem akár csak egy tartalékost, különösen ha tiszt, aki több, mint egy hónapot töltött a fronton és nem tért vissza egy jó autóval, ami mindenfélével tele ne lett volna pakolva.” Több, mint 8000 műtárgyat raboltak el, például a városi múzeum, az Eltz-kastély kiállítási tárgyait, amelyet lebombáztak és meg is semmisítettek. 2001 decemberében Szerbia 2000 lopott műtárgyat visszaszolgáltatott.

### Perek és vádemelések
Három JNA-tiszt (Mile Mrkšić, Veselin Šljivančanin és Miroslav Radić) ellen a Hágai Nemzetközi Törvényszék (ICTY) emberiség elleni bűntettek és a háború törvényei megszegése miatt vádat emelt, a három férfi 2002-es, 2003-as elfogása vagy átadása után. 2007. szeptember 23-án Mrkšićet a ICTY 20 év börtönbüntetésre ítélte kínzás és gyilkosság, Šljivančanint öt évre kínzás miatt, Radićot felmentették. Šljivančanin büntetését fellebbezés után 17 évre növelték, utána második fellebbezésre tíz évre csökkentették, végül 2011 júliusában szabadult. Slavko Dokmanovićot, Vukovár szerb polgármesterét is letartóztatták, de nem sokkal az ítélet meghozatala előtt, 1998 júniusában öngyilkos lett.
Vojislav Šešelj szerb félkatonai vezető ellen is vádat emeltek háborús bűnök, köztük több rendbeli megsemmisítés és a kórházi vérengzés miatt, utóbbiban „Fehér Sasai” állítólag részt vettek. 2016 márciusában minden vád alól felmentették. Horvátország is vádat emelt több szerb ellen háborús bűnök miatt. 2005 decemberében egy szerb bíróság 14 korábbi paramilitárist ítélt el a kórházi mészárlásban való részvételük miatt. Az ICTY Željko „Arkan” Ražnatovićot is beidézte ezért, de még azelőtt meggyilkolták Belgrádban, hogy megjelenhetett volna a bíróság előtt.
Slobodan Milošević vádirata a teljes JNA-Szerbia offenzívát tartalmazta, így a kelet-szlavóniai harcok is beletartoztak. Közös bűnszövetkezetben vett részt a nem-szerbek kitelepítésében, számos emberiség elleni bűntettel, a háború törvényeinek és a genfi egyezmények megszegésével vádolták. 2006 márciusában, a per vége előtt hunyt el. Goran Hadžić horvátországi szerb vezető „otthonok, vallási és kulturális intézmények öncélú megsemmisítése”, „katonai szükségszerűség által nem indokolt pusztítás” és Vukovár nem szerb lakosságának deportálása miatt került Hágába. Hét év bujkálás után 2011 júliusában tartóztatták le, tagadta bűnösségét. 2016 júliusában, a per lezárulta előtt hunyt el.
Horvát bíróságok emeltek vádat a Jugoszláv Néphadsereg parancsnokai, Veljko Kadijević és Blagoje Adžić ellen, szintén a vukovári háborús bűnökkel kapcsolatban. Adžić 2012 márciusában természetes halállal hunyt el Belgrádban, sosem került sor a perére. Kadijević Oroszországba menekült, 2008-ban megkapta az orosz állampolgárságot is. 2014 novemberében hunyt el Moszkvában. 2011-ben egy szerb bíróság több, mint 40 horvátot ítélt el vukovári háborús bűnök miatt, de egy horvát katona elleni korábbi vádiratot elvetettek, az eljárás alatt tapasztalható szabálytalanságok miatt.
1999-ben Horvátország a Nemzetközi Bíróság (ICJ) előtt perelte be Jugoszláviát, állításuk szerint Vukovárban népirtást követtek el. Szerbia és Montenegró 2006-os szétválása után Szerbiára maradt a per. 2015 februárjában az ICJ kijelentette, nem volt népirtás, habár a JNA és a szerb paramilitárisok sorozatos háborús bűnöket követtek el.

## Politikai szempontok

### Propaganda
A szerb és horvát média ádáz propagandaharcot vívott a csata eseményeiről és okairól. Mindkét fél ultranacionalista véleményeket hangoztatott, és kritizálta a másikat objektivitás és önkritika hiánya miatt. A horvát média a szerbeket „szerb terroristáknak” és „szerb-kommunista megszálló hadseregnek” mutatta be, melyek célja a független Horvátország ezeréves álmának szétzúzása. A propaganda Vukovár eleste után pörgött fel igazán. A Novi list horvát lap a szerbeket „kannibáloknak” és „brutális szerb extrémistáknak” nevezte, míg a szerb média a szerb nép „felszabadítóinak” és „védőinek” nevezte őket, a horvátokat pedig „usztasa hordáknak”, „feketeingeseknek”, „militánsoknak” és „részeg és kövezett szörnyeknek” festette le. Faji és nemi előítéleteket is elővettek, például hogy a horvát védők „nőnek öltözve hagyták el a várost”, és „fekete embereket” toboroztak.
Az áldozati státusz mindkét oldal propagandájának központi célja volt, a csatát az atrocitások alátámasztására használták fel. Az azonosítatlan áldozatok a zágrábi televízióban horvátokként, a belgrádiban pedig szerbekként bukkantak fel. A Republika nevű szerb ellenzéki lap állítása szerint az állami tulajdonú TV Novi Sadnak ki volt adva, hogy riporterei bármilyen holttestet „szerb hullaként” mutassanak be. A csata után a vukovári kórház előtt fekvő holttestek százairól a belgrádi televízió azt állította, szerbek, akiket a horvátok „mészároltak le”. A Human Rights Watch jelentése szerint a kórházban sérüléseikbe belehalók testei voltak, akiket az intenzív szerb bombázás miatt képtelenek voltak eltemetni, így a szabadban kellett hagyni őket. A szerb adók még a város eleste után is gyakran sugároztak képeket „Vukovárban lemészárolt szerbekről”.
Ennek az áldozatközpontú propagandának erős motiváló hatása volt. Egy szerb önkéntes elmondása szerint a csata előtt sosem látta a várost, de ide kellett jönnie harcolni, mert „a horvátoknak katakomba-hálózatuk van a város alatt, ahol csak azért kínoznak és ölnek meg gyermekeket, mert szerbek.” A Reuters hibásan jelentette, hogy 41 gyermeket mészároltak le horvát katonák, és hiába vonták vissza ezt egy nappal később, a szerb média arra használta, hogy igazolják a Horvátország elleni katonai akciókat. Sok Vukovárnál harcoló azt hitte, azért folyik a küzdelem, hogy a várost felszabadítsák az idegen megszállás alól.

### Nemzetközi reakciók
A nemzetközi közösség több alkalommal is véget próbált vetni a harcoknak, sikertelenül. A tűzszüneteket mindkét fél megsértette, gyakran órákon belül. Az Európai Közösség néhány tagjának felhívását, mely szerint a Nyugat-európai Uniónak be kellene avatkozni, az Egyesült Királyság megvétózta. E helyett Lord Carrington elnökletével Jugoszlávia-konferenciát rendeztek, a konfliktus rendezése érdekében. Az ENSZ fegyverembargót vezetett be minden jugoszláv tagköztársaság felé (az Egyesült Nemzetek Szervezete Biztonsági Tanácsának 713. számú határozata, 1991. szeptember), de ez hatástalan volt, mivel a JNA nem szorult fegyverimportra. Az európai hatalmak nem ragaszkodtak Jugoszlávia egyben tartásához, 1992. január 15-én elismerték Horvátország és Szlovénia függetlenségét.
A nemzetközi megfigyelők a csatát követően sikertelenül próbálkoztak az emberi jogok betartatásával. Az ENSZ képviseletében Vukovárba látogató Marrack Goulding és Cyrus Vance munkáját a JNA szisztematikusan akadályozta. Vance szerette volna látni a kórházat, ahonnan sebesült pácienseket hoztak ki, hogy megöljék őket, de Veselin Šljivančanin polgármester, a vérengzés egyik vezetője elutasította ezen szándékait. A polgármester a Vöröskereszt küldöttjeit is megakadályozta, a televízió kamerái előtt utasította el őket: „Ez az én országom, mi foglaltuk el. Ez Jugoszlávia, itt én parancsolok!”
Vukovárban nem volt jelen a nemzetközi média, mivel egyszerre zajlott Dubrovnik ostroma, majd Szarajevó ostroma is, így a csatának csak kis részét közvetítették külföldre. Misha Glenny brit újságíró megjegyzése szerint a JNA, a horvátországi szerb kormány és sok hétköznapi szerb gyakran ellenséges volt a külföldi médiával, míg a horvátok nyitottabbak és barátságosabbak voltak.

### Horvát reakciók
A horvát média bőséges tudósításokat szolgáltatott a csatáról, Siniša Glavašević újságíró közvetítéseit is leadta. Művészeti alkotások is fókuszáltak a „VukoWAR”-ra (a posztereken így szerepelt). A horvát kormány elkezdte letiltani a Glavašević-adásokat, mikor nyilvánvalóvá vált, hogy a vereség elkerülhetetlen a „Vukovárnak nem szabad elesnie”, „Vukovár nem eshet el” szlogenek ellenére. Két jelentős napilap (Večernji list és Novi list) nem adott hírt a város elestéről, november 20-án, két nappal a csata vége után is azt írták, hogy a harc még folyik. A feladás hírét a szerb propaganda is elhallgatta. Azonban sokan nyugati műholdas adásokon keresztül látták a romos várost és azt, ahogy a szerb katonák a lakosságot őrizetbe veszik. Amikor az átadást már nem lehetett tagadni, a két újság a horvát bátorság és ellenállás jelképeként mutatta azt be, a nemzetközi közösséget hibáztatva.
A horvát kormányt bírálták a csata megközelítéséért. Túlélők és jobboldali pártok árulással vádolták, azzal, hogy szándékosan feláldozza a várost Horvátország nemzetközi elismeréséért. Az egyetlen magyarázat, amit sokan a város feladására el akartak fogadni, az volt, hogy Vukovár egy összeesküvés részeként esett el. A horvát erők parancsnokai, Mile Dedaković és Branko Borković egyaránt túlélték a csatát, és nyilvánosan szólaltak fel a kormány tevékenysége ellen. Hogy elhallgattassák őket, mindkettejüket letartóztatta a katonai rendőrség , a horvát kormány pedig megpróbálta elnyomni a Slobodni tjednikben megjelent telefonbeszélgetés-leiratot, amiben Dedaković katonai segítségért könyörgött Tuđmannál. A kinyilatkoztatások közfelháborodást okoztak, megerősítették az érzést, hogy a védőket elárulták.
Katonai szempontból a vukovári csata végkifejlete nem volt katasztrófa a horvátoknak. A csata megtörte a JNA offenzívájának lendületét, lehetőséget adott a többi horvát erőnek, hogy megszervezze a védelmet, amíg a szerbek nem tudnak beljebb vonulni. A város valószínűleg védhetetlen volt, szerblakta területtel körülvéve, közelebb volt Belgrádhoz, mint Zágrábhoz, és habár a vereség rontotta a morált, stratégiai szempontból a JNA többet vesztett, mint a védők.
A csatát követően Vukovár a horvát ellenállás és szenvedés jelképévé vált. A túlélők, veteránok és újságírók számos visszaemlékezést, dalt és tanúvallomást írtak a csatáról és szimbolikájáról, „a jelenség”, „a büszkeség”, „a pokol” és „a horvát lovag” érzések váltakoztak ezekben. A „vukovári elv”, „Vukovár spiritualitása” és „vukovári etika” is megjelent a védők és a városlakók tulajdonságaiként. A horvát háborús veteránoknak járó medálokon Vukovár neve állt. 1994-ben, mikor a horvát dinár helyett a kuna került bevezetésre, a 20 kunás bankjegyre felkerült a lerombolt Eltz-kastély és a Vukovár közelében megtalált, neolitikus vučedoli galamb. A képek azt hangsúlyozzák, hogy a szerb irányítás alatt egész Horvátország vukovári volt. 1993 és 1994 között országos vita volt arról, hogy újraépítsék-e Vukovárat, miután visszaszerzik, többeknek is az volt a véleménye, emlékként meg kell hagyni.
A hatalmon lévő HDZ a Vukovárral kapcsolatos népi kultúrát is bevetette, mikor a térség visszaintegrálása folyt. 1997-ben Tuđman elnök Kelet-Szlavóniába látogatott, megtekintette a Sve hrvatske pobjede za Vukovar („Minden horvát győzelem Vukovárért”) zenei kampányt is. A Croatia Records is kiadott egy összeállítást hazafias zenékből. Mikor 1998-ban visszacsatolták Vukovárat, a szabadságért és nemzeti identitásért vívott hosszú harc végét üdvözölhették. Tuđman is ilyen érzelmek alá került vukovári beszédje során:

„Megérkezésünk Vukovárba – a horvát szenvedés, horvát ellenállás, horvát szabadságtörekvések, horvát vágy, hogy a keleti határ a Duna legyen, ahogy a horvát himnuszban is szerepel – annak a jele, hogy eltökéltek vagyunk a valódi béke és egyetértés megvalósítására.”

### Szerb reakciók

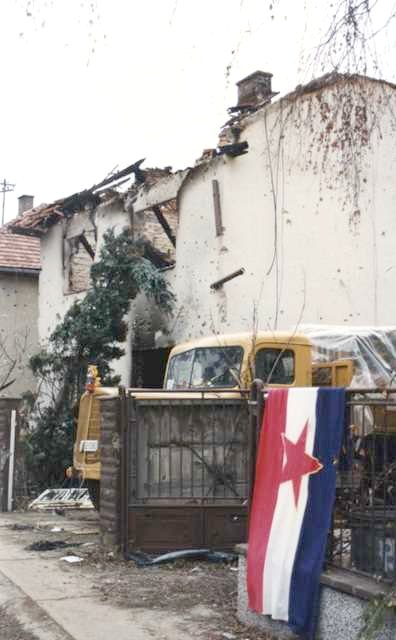
A jugoszláv zászló egy lerombolt vukovári házon lóg, jelezve a szerb sikert

Habár a csatát a szerb egység és védelem nevében vívták, a reakciók igen megosztottak voltak. A JNA, az állami irányítású szerb média és az ultranacionalisták a győzelmet diadalként üdvözölték. A JNA diadalívet is emelt Belgrádban, amely alatt a hazatérő katonák átmenetelhettek, és fogadhatták a tisztek gratulációit „a legkeményebb és legkegyetlenebb usztasa erőd bevételéért.” A Politika szerb lap november 20-án „Vukovár végre szabad” főcímmel jelentkezett. 1992 januárjában a Pogledi („Nézőpontok”) folyóiratban jelent meg Milić Stanković ultranacionalista festő cikke, melyben kifejtette, „Európának tudnia kell, hogy Vukovár felszabadult a horvát nácik alól. A közép-európai söpredék segítette őket. A pápai tiara alatt másztak fel, mint a kígyó nyelve, amely kilógott a dagadt Kraut alól, és megterhelte az Európai Közösség végbélnyílását.”
Jovan Ilić szerb geográfus víziója szerint a terület szerb kézen marad a jövőben is, a horvát lakosságot Horvátország más részeiről ideköltőző szerbekkel helyettesítik. Szerbia határainak újjárajzolása minden szerbet egy országban egyesítene, ez gyógyítaná a horvátok szerbellenességét is, amit Ilić „néplelki betegségnek” nevezett, „az új határok elsősorban ennek a gyógymódja lenne.” Más szerb nacionalista írók felidézték a történelmi példát, hogy Kelet-Szlavónia évszázadokon át horvát volt, de a horvát többséget hibáztatták a katolizáció, unitáció és horvátosítás, a „népirtó megsemmisítés” miatt. A legtöbb irrendenta propagandaanyag Szerbia közelségére és a nagyszámú szerb lakosra fókuszált.
A horvátországi szerb vezetők is pozitívan látták az eredményt. A Krajinai Szerb Köztársaság 1991 és 1995 közötti fennállása során 1991. november 18-át, Vukovár elestének napját a „Felszabadulás Napjaként” ünnepelték. Úgy mutatták be, mint a helyi szerbek sikeres küzdelmét életükért és tulajdonukért Horvátország ellen. Szerbek ezrei szenvedtek horvát szomszédjaik mellett vukovári pincékben és óvóhelyeken, három hónapig borzalmas körülmények között éltek, de „felszabadulásuk” után podrumašiként („emberek a pincéből”) emlegették őket. A szerb civil áldozatokat nem is azonosították, a vukovári szerb emléktemetőben is csak olyan helyi szerbek nyugszanak, akik együttműködtek a JNA-val.
Ezzel ellentétben Szerbiában sokan ellenezték a csatát és az egész háborút, ellenálltak az állam arra irányuló erőfeszítéseinek, hogy bevonja őket a konfliktusba. Mikor a JNA meghirdette a tartalékosok besorozását, a szülők és a rokonok a laktanyák köré álltak, hogy megakadályozzák gyermekeik részvételét a küzdelemben. Az ellenállás egész Szerbián végigsöpört, egyéni akcióktól több száz tartalékos kollektív lázadásáig terjedt. Szerb ellenzéki politikusok is a háború ellen voltak: a Demokrata Párt színeiben politizáló Desimir Tošić szerint Slobodan Milošević „a hatalomhoz ragaszkodás miatt támogatja a konfliktust”, míg a Szerb Megújhodási Mozgalom vezetője, Vuk Drašković arra kérte a JNA-katonákat, hogy „vegyék fel fegyvereiket és fussanak” a frontvonalról. Vukovár eleste után a Borba napilapban ítélte el, miket tettek Jugoszlávia nevében:

„Nem tudok örülni a vukovári győzelemnek, amelyet annyira diadalmasan ünnepel a háborús propagandától lerészegült Szerbia. Nem tudok, nem sértem meg az áldozatokat, a több ezer halottat, minden túlélő fájdalmát és szerencsétlenségét. Ez a horvát és szerb őrültség Hirosimája. Ebben az államban mindenki, a szerbek is, de legfőképpen a horvátok, a legnagyobb szégyent és bukást hozta össze.”

1991. december végén, mindössze egy hónappal a győzelmet követően, közvélemény-kutatások azt állapították meg, hogy a lakosság 64%-a szeretné a háború befejezését, és csak 27% van a folytatás mellett. Milošević és más vezető szerbek a folytatás mellett döntöttek, mivel látták, hogy politikailag lehetetlen több sorkatonát toborozni a horvátok ellen. A dezertálások folytatódtak, a jól motivált és egyre jobban felszerelt Horvát Néphadsereget egyre nehezebb volt ellensúlyozni. 1991 végére szerb politikusok és a JNA vezetői már a mellett voltak, hogy a harc folytatásában ellenérdekeltek lennének. Boszniában is konfliktus közeledett, a Horvátországban lekötött erőforrásokat inkább oda szánták.
Habár a csatát a nyilvánosság diadalként láthatta, a színfalak mögött mélyen érintette a JNA karakterét és vezetését. A hadsereg vezetői rájöttek, hogy túlbecsülték a városi célpontok elleni képességüket. A közép-horvátországi Gospić a JJA stratégiai célja volt, de már „második Vukovárként” emlegethették. A hadsereg „szerbesítése” felgyorsult, 1991 végére már nagyjából 90% volt a szerbek aránya. Korábbi kommunista, jugoszláv arculata eltűnt, az új tisztek „egymás, az egység, a hadsereg és a haza – Szerbia és Montenegró – szeretetét” tartották fontosnak. A JNA kudarca lehetővé tette a szerb kormánynak, hogy kiterjessze a hadseregre is befolyását, a vezetőségben tisztogatások zajlottak, Milošević-párti nacionalisták kerültek be. A csata után Veljko Kadijević tábornoknak is le kellett szerelnie „egészségügyi okok” miatt, 1992 elején másik 38 tábornokot és egyéb tisztet is visszavonulásra kényszerítettek, többjüket perbe vonták hozzá nem értés és árulás miatt.
Sok, a csatában részt vevő JNA-katona fellázadt a látottak, és vezetőik a paramilitárisokkal való kapcsolata miatt. Milorad Vučić tábornok később elmondta, hogy „egyszerűen nem akartak ezek miatt meghalni”. A Vukovárban átéltek traumát és bűntudatot okoztak nekik. Egy JNA-veterán így beszélt az arab Asharq Al-Awsat újságírójának:

„Ott voltam a hadseregben, tettem a kötelességemet. Vukovár inkább mészárlás, mint csata volt. Számos nőt és gyermeket is megöltek. Sokat. Megkérdeztem: »Részt vettetek a mészárlásban?« Így válaszolt: »Dezertáltam.« Visszakérdeztem: »De öltél?« Így felelt: »Azután dezertáltam.« A vukovári mészárlás a mai napig kísért. Éjszakánkét arra riadok fel, hogy a harc elérte otthonomat és a saját gyermekeimet is lemészárolták.”

### Egyéb jugoszláv reakciók
Alija Izetbegović, Bosznia-Hercegovina elnöke a televízióban utasította a boszniai polgárokat, ne vegyenek részt, mert „ez nem a mi háborúnk.” „Jognak és kötelességnek” nevezte a horvátországi „ördögi cselekedeteknek” való ellenállást, szerinte „csinálják, fogadják el, akik szeretnék. Mi nem akarjuk ezt a háborút.” Mikor a JNA csapatai Višegrad környékén át vonultak a frontra, a helyi boszniai horvátok és muszlimok barikádokat emeltek, géppuskával fogadták a tankokat, mintegy 60-at meg is állítottak, de következő nap szétverték őket. Több, mint 1000 ember kényszerült otthona elhagyására. Ők voltak a délszláv háború első áldozatai Boszniában, mintegy hét hónappal a boszniai háború kezdete előtt.
Macedónia parlamentje 1991 januárjában fogadta el a nyilatkozatot a Jugoszláviától való elszakadásról, de csak 1991 szeptemberében, egy népszavazás után lépett életbe. Macedón JNA-tisztek egy csoportja titokban akadályozta meg, hogy Horvátországba küldjenek katonákat, több busznyi katonaszülő Montenegróba utazott megkeresni és hazahozni fiaikat, az utat a kormány állta. A macedónokat azonban továbbra is besorozták a JNA-ba, és kivitték őket a frontra. A JNA parancsnoka a csata első felében egy macedón volt, Aleksandar Spirkovski. Nemzetisége valószínűleg szerepet játszott benne, hogy a szerb Života Panić vette át a helyét. 2005-ben Miroslav Stojanovski, a macedón hadsereg vezérkari tábornoka nemzetközi össztűzbe került, mivel állítások szerint részt vett a csatát követő háborús bűnökben.

## Megszállás, helyreállítás és újjáépítés
Vukovár katasztrofális károkat szenvedett a csata során. Horvát becslések szerint a házak 90%-a lerombolódott vagy megrongálódott, ami nagyjából 15 ezer házat jelentett, a kárt 2,5 milliárd dollárra becsülték. Állapota nem sokat javult a hétéves szerb irányítás alatt. Marcus Tanner, a The Independent újságírója így jellemezte a csata utáni várost:

„Csendes, kísérteties táj, mérföldenként téglák, rozsdásodó autók, összeomló tetők, a törmelékek közül kikandikáló távírópóznák és deszkadarabok. A szél keresztülfúj a folyó menti kihalt raktáron. Jövő tavaszra fű és facsemeték hajtanak ki, madarak fészkelnek majd, az újjáépítés reménye végleg elszáll.”

Michael Ignatieff 1992-ben látogatott el Vukovárba:

„Nincsen törvény és rend, hadurak irányítanak. Kevés a benzin, így mindenki gyalog jár. Öreg parasztasszonyok kutatnak üzemanyag után az erdőben, mivel nincs fűtőolaj. Alig van étel, mivel a férfiak a mezőgazdaság helyett harcoltak. A lebombázott házak előtt túlélők ássák a romokat. Mindenkinél van fegyver.”

A lakosság 20 ezer körülire nőtt, mivel sok szerb érkezett Horvátország és Bosznia más részeiről, a RSK segítségével. Kezdetben víz és áram nélkül éltek, a sérült épületeket műanyaggal és faanyaggal foltozták. Üvegdarabokat kerestek a romok közt, hogy ablakot készítsenek belőle. A fő bevételi forrás a háborús nyerészkedés és csempészet volt, de Kelet-Szlavónia újjáéledő olajiparában is lehetett munkát találni. A rekonstrukciót nagyban késleltették a gazdasági szankciók és a nemzetközi segítség hiánya.

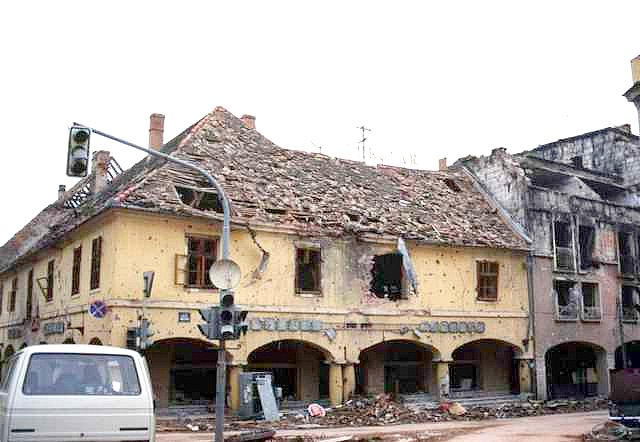
Romos épületek Vukovár központjában 1991-ben

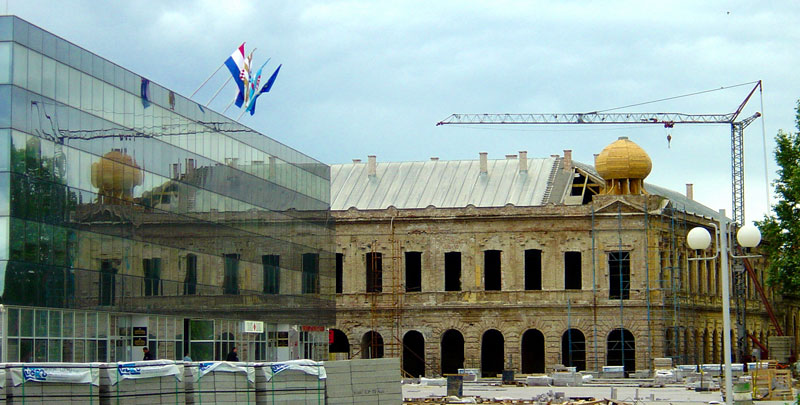
A felújított és újjáépített épületek 2005-ben

Az erdődi megállapodás 1995-ös aláírása után létrejött az ENSZ Átmeneti Adminisztráció Kelet-Szlavóniában, Baranyában és Nyugat-Szerémségben (UNTAES), elősegítendő a horvát menekültek hazatérését, és felkészítendő a régiót a visszaintegrálásra. 1996 és 1998 közt az ENSZ békefenntartó erői nyújtottak biztonságot. Mindössze 1999-ben kezdődhetett meg a horvátok nagyszámú visszatelepülése, azonban sok háború előtti lakos sosem tért vissza. 2011 márciusára 31 670-re növekedett a lakosságszám, ami még mindig a háború előtti adat fele, ennek 57,46%-a (18 199 fő) horvát, 32,88%-a (10 412 fő) szerb volt. A két nemzetiség elkülönülve él. Külön üzletek, kávézók, éttermek, sportegyesületek, iskolák, szervezetek és rádióállomások alakultak a két közösségnek.
Habár a horvát kormány támogatta a Vukovárban és környékén zajló rekonstrukciót, a szerb lakosságú belváros 2003-ig romos maradt. A horvát és a szerb lakosság is úgy gondolta, szándékosan alakult így. A Human Rights Watch adatai szerint 4000 ház épült újjá, de egyet sem szerbek laktak. A munkanélküliség is magas volt a nagy gyárak lerombolása miatt, sok lakos nem tudta eladni házát. 2011-re a legtöbb házat és sok műemléket helyreállítottak.

## Megemlékezések és emlékhelyek

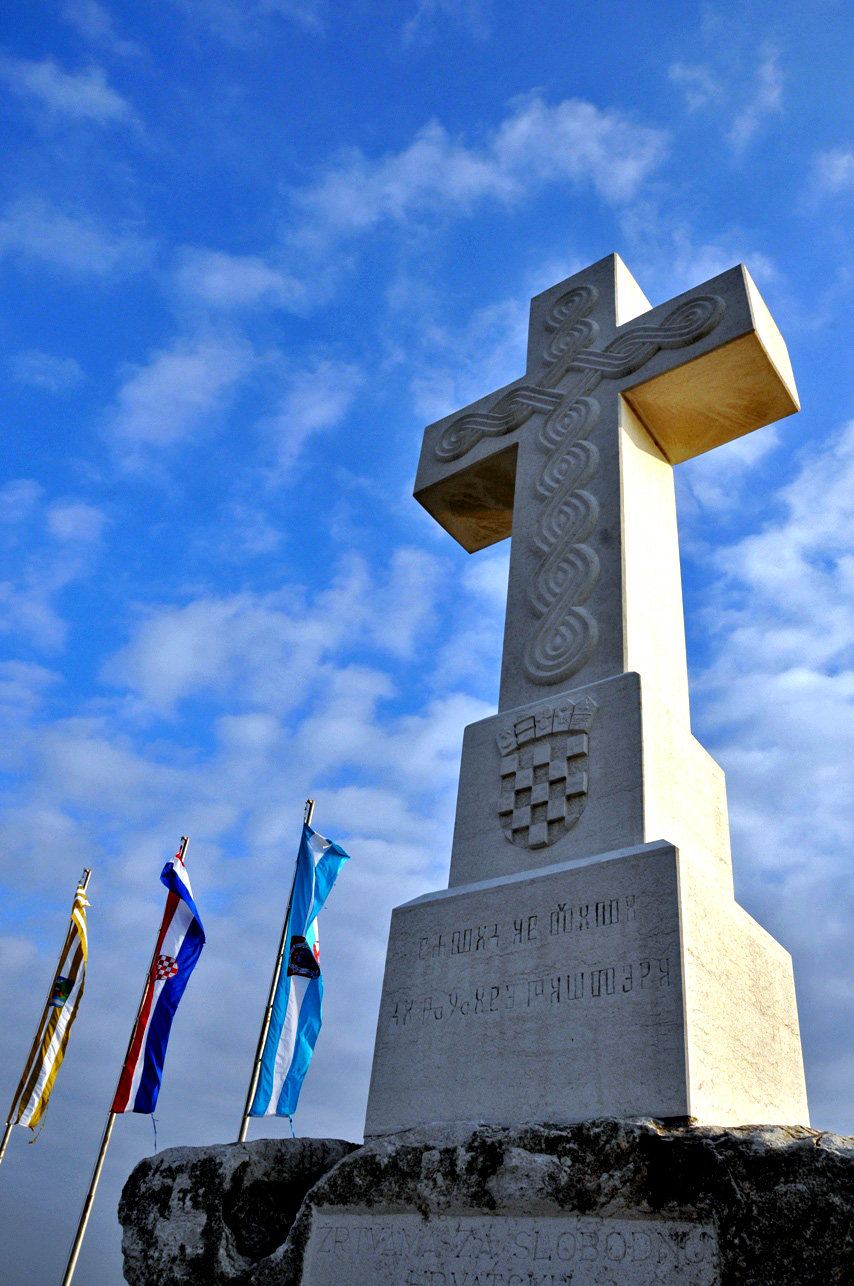
Vukovár védőinek emlékműve a Duna és a Valkó folyók torkolatánál

A csata nyomai máig látszanak a városban, sok épületen meghagyták a golyók és repeszek nyomait. A folyó partján álló víztornyot meghagyták megrongálódott állapotban, emlékműként. A városi kórház bemutatja a csata alatti körülményeket az épületben. Ovčaránál a mészárlás helyén tömegsír található, kiállítás is megtekinthető. A helyi idegenvezetők, gyakran a csata túlélői, ezeket és más helyeket is felkeresik az érdeklődőkkel, gyalog és biciklivel egyaránt.
Minden novemberben a városvezetés négynapos ünnepségsorozatot tart, melynek legjelentősebb eleme a november 18-i „Emlékmenet”. A horvát lakosok a városi kórháztól 5 kilométert gyalogolnak a hősi temetőhöz. Horvátország minden részéről érkeznek, összesen több tízezren.
A szerb lakosok nem vesznek részt a horvát megemlékezésen, november 18-án elutaznak a városból vagy otthon maradnak. 2003-ig november 17-én, azóta november 18-án tartanak megemlékezést a szerb hősi temetőnél. A RSK-korszakban ünnepelt „Felszabadulás Napját” ejtették, de a horvát terminológiától is óvakodnak, egyszerűen „november 18”-ként emlegetik.
A szerbek emlékezeti módszerei is kérdéseket vetnek fel. A JNA ellen harcoló szerbek ott vannak eltemetve, ahol egykor horvát házak álltak. A sírokon eredetileg šajkača-szobrok voltak. A Horvátországhoz való visszacsatolás után a sírokat többször megrongálták, ezután a szerb közösség a katonai sapka formájú szobrokat semlegesebb alakzatokra cserélte.
A vukovári szerbek kiszorítva érzik magukat a horvát nacionalizmussal kapcsolatos helyekről, mint például a védők emlékművei. Kruno Kardov szociológus egy jelentős emlékművel, a Valkó és a Duna összefolyásánál álló nagy fehér kőkereszttel példálózik. Szerinte a szerbek ritkán látogatnak el ide, ha meg is teszik, stresszesek lesznek tőle. Egy szerb fiú kíváncsi volt, hogy mi van írva az emlékműre, de nem volt bátorsága az elolvasáshoz. Egy nap azonban odafutott hozzá, elolvasta, majd visszafutott „biztonságos” távolságba. Kardov szerint Vukovárat továbbra is „láthatatlan vonal osztja ketté, amelyet csak a két csoport tagjai ismernek.”
A csatára Horvátország-szerte megemlékeznek. Majdnem minden városban van Vukovár utca, a Horvát Haditengerészet két újonnan beszerzett Helsinki osztályú rakétás naszádjai közül az egyiket Vukovarnak nevezte el 2009 januárjában. A horvát parlament november 18-át „Vukovár 1991-es szenvedésének emléknapjává” nyilvánította „mindazok emlékére, akik részt vettek a horvát szabadság szimbolikus városának védelmében.”

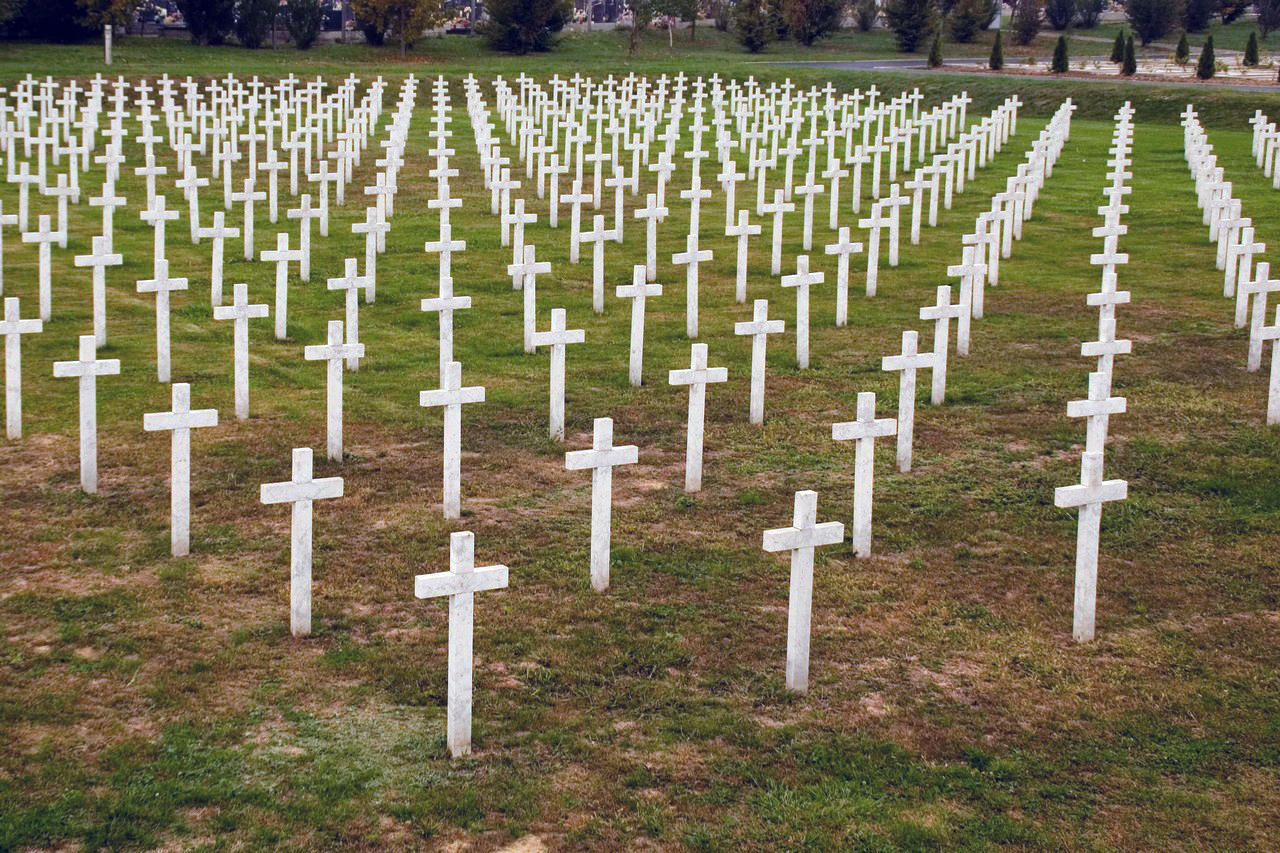
1998 és 2000 között épült a hősi temető, 938 márványkereszt található itt

Horvátország nemzeti identitásának szimbólumaként Vukovár zarándokhelyé vált, minden évben rengeteg horvát látogat el ide, átélve a védők sorsát. Páran a fő emlékkereszt előtt imádkoznak szilveszter éjszakáján az év végéért, ezért sok kritikát kapnak a helyi horvátoktól, akiknek nem teszi lehetővé, hogy „egy éjszakára elfeledjék a szenvedést”. Kardov szerint a város „a tiszta, megtestesült horvát identitás” és a „horvát állam alapítási legendája” lett. Ez oda vezetett, hogy ma már inkább képzelt helyként tekintenek rá, mint valódiként. A szociológus összegzése szerint kérdéses, hogy le tudja-e rázni magáról a város ezt az érzést, „és lakóié lehessen.”
2010 novemberében Boris Tadić Vukovárba látogatott, ezzel Szerbia első elnöke lett, aki ezt megtette. Az ovčarai mészárlás színhelyénél „bocsánatát és sajnálatát” fejezte ki.

## Filmek és könyvek
A csata több szerb filmben is szerepelt, mint az 1992-es Dezerter („Dezertőr”), az 1993-as Kaži zašto me ostavi („Miért hagytál el engem?”) és az 1994-es Vukovar, jedna priča („Vukovár: egy történet”) címűekben. A horvát filmeseknek is kedvelt témájuk, az 1994-es Vukovar se vraća kući („Vukovár: az út haza”) és a 2008-as Zapamtite Vukovar („Emlékezz Vukovárra”) is itt játszódik. 2000-ben jelent meg a Harrison's Flowers francia dokumentumfilm, amely szintén Vukovárról szól. A Vukovar – Final Cut című szerb dokumentumfilm elnyerte a Szarajevói Filmfesztivál 2016-os Emberi Jogok Díját. A csata áll Vladimir Arsenijević szerb író 1995-ös U potpalublju („Az alsó szinten”) regényének középpontjában is.

## Fordítás
- Ez a szócikk részben vagy egészben  a   Bitka za Vukovar című horvát Wikipédia-szócikk ezen változatának fordításán alapul.  Az eredeti cikk szerkesztőit annak laptörténete sorolja fel. Ez a jelzés csupán a megfogalmazás eredetét és a szerzői jogokat jelzi, nem szolgál a cikkben szereplő információk forrásmegjelöléseként.
- Ez a szócikk részben vagy egészben  a   Battle of Vukovar című angol Wikipédia-szócikk ezen változatának fordításán alapul.  Az eredeti cikk szerkesztőit annak laptörténete sorolja fel. Ez a jelzés csupán a megfogalmazás eredetét és a szerzői jogokat jelzi, nem szolgál a cikkben szereplő információk forrásmegjelöléseként.

### Könyvek
- Armatta, Judith. Twilight of Impunity: The War Crimes Trial of Slobodan Milošević. Durham, Észak-Karolina: Duke University Press (2010). ISBN 978-0-8223-4746-0
- Baker, Catherine. Sounds of the Borderland: Popular Music, War and Nationalism in Croatia Since 1991. Farnham, Surrey: Ashgate Publishing Ltd (2010). ISBN 978-1-4094-0337-1
- Central and South-Eastern Europe 2004. London: Europa Publications (2003). ISBN 978-1-85743-186-5
- Bjelajac, Mile. The War in Croatia, 1991–1995, Confronting The Yugoslav Controversies: A Scholars' Initiative. West Lafayette, Indiana: Purdue University Press (2009). ISBN 978-1-55753-533-7
- Boduszyński, Mieczysław P.. Regime Change in the Yugoslav Successor States: Divergent Paths Toward a New Europe. Baltimore, Maryland: Johns Hopkins University Press (2010). ISBN 978-0-8018-9429-9
- Playing the "Communal Card": Communal Violence and Human Rights. New York City: Human Rights Watch (1995). ISBN 978-1-56432-152-7
- Central Intelligence Agency Office of Russian and European Analysis. Balkan Battlegrounds: A Military History of the Yugoslav Conflict, 1990–1995: Volume 1. Washington, D.C.: Central Intelligence Agency (2000). ISBN 978-0-16-066472-4
- Cigar, Norman. The Serbo-Croatian War, 1991, Genocide after Emotion: The Post-Emotional Balkan War. London: Routledge (1996). ISBN 978-0-415-12293-1
- Collin, Matthew. This Is Serbia Calling: Rock 'n' Roll Radio and Belgrade's Underground Resistance. London: Serpent's Tail (2001). ISBN 978-1-85242-682-8
- Coward, Martin. Urbicide: The Politics of Urban Destruction. London: Taylor & Francis (2009). ISBN 978-0-415-46131-3
- Cvitanic, Marilyn. Culture and Customs of Croatia. Santa Barbara, California: ABC-CLIO (2011). ISBN 978-0-313-35117-4
- Čuljak, Tihomir. Rat (horvát nyelven) (2003). ISBN 953-98383-2-0
- Daković, Nevena. Remembrances of the Past and the Present, History of the Literary Cultures of East-Central Europe. Amszterdam: John Benjamins Publishing Company (2010). ISBN 978-90-272-3458-2
- Doder, Dusko. Milosevic: Portrait of a Tyrant. New York City: Simon and Schuster (1999). ISBN 978-0-684-84308-7
- Goldman, Minton F.. Revolution and change in Central and Eastern Europe: political, economic, and social challenges. Armonk, New York: M.E. Sharpe (1997). ISBN 978-1-56324-758-3
- Gibbs, David N.. First Do No Harm: Humanitarian Intervention and the Destruction of Yugoslavia. Nashville, Tennessee: Vanderbilt University Press (2009). ISBN 978-0-8265-1644-2
- Glenny, Misha. The Fall of Yugoslavia: The Third Balkan War. London: Penguin Books (1999). ISBN 978-0-14-025771-7
- Gow, James. The Serbian Project and Its Adversaries: A Strategy of War Crimes. London: C. Hurst & Co (2003). ISBN 978-1-85065-499-5
- Goulding, Daniel. Liberated Cinema: The Yugoslav Experience, 1945–2001. Bloomington, Indiana: Indiana University Press (2002). ISBN 978-0-253-21582-6
- Hockenos, Paul. Homeland Calling: Exile Patriotism and the Balkan Wars. Ithaca, New York: Cornell University Press (2003). ISBN 978-0-8014-4158-5
- Horton, Richard C.. Second Opinion: Doctors, Diseases and Decisions in Modern Medicine. London: Granta Books (2003). ISBN 978-1-86207-587-0
- Human Rights Watch. Broken Promises : impediments to refugee return in Croatia. New York City: Human Rights Watch (2003). OCLC 52983733
- Ignatieff, Michael. Blood & Belonging : Journeys Into the New Nationalism. London: BBC Books (1993). ISBN 978-0-563-36967-7
- Iordanova, Dina. Cinema of Flames: Balkan Film, Culture and the Media. London: British Film Institute (2001). ISBN 978-0-85170-848-5
- Ivančević, Radovan. Art Treasures of Croatia. Belgrád, Jugoszlávia: IRO Motovun (1986). OCLC 18052634
- Johnson, Tony. Thanatourism and the commodification of space in post-war Croatia and Bosnia, Tourist Experience: Contemporary Perspectives. London: Routledge (2011). ISBN 978-0-415-57278-1
- Kaiser, Timothy. Archaeology and ideology in southeast Europe, Nationalism, Politics and the Practice of Archaeology. Cambridge; New York: Cambridge University Press (1995). ISBN 978-0-521-55839-6
- Karadjis, Mike. Bosnia, Kosova & the West. Sydney, Ausztrália: Resistance Books (2000). ISBN 978-1-876646-05-9
- Kardov, Kruno. Remember Vukovar, Democratic Transition in Croatia: Value Transformation, Education, and Media. College Station, Texas: Texas A&M University Press (2007). ISBN 978-1-58544-587-5
- Kelly, Michael J. Nowhere to Hide: Defeat of the Sovereign Immunity Defense for Crimes of Genocide and the Trials of Slobodan Milošević and Saddam Hussein. New York City: Peter Lang (2005). ISBN 978-0-8204-7835-7
- Klain, Eduard. Intergenerational Aspects of the Conflict in the Former Yugoslavia, International Handbook of Multigenerational Legacies of Trauma. New York City: Springer (1998). ISBN 978-0-306-45738-8
- Kolstø, Pål. Media Discourse and the Yugoslav Conflicts: Representations of Self and Other. Farnham, Surrey: Ashgate Publishing Ltd (2009). ISBN 978-0-7546-7629-4
- Kurspahić, Kemal. Prime Time Crime: Balkan Media in War and Peace. Washington, D.C.: US Institute of Peace Press (2003). ISBN 978-1-929223-39-8
- Little, Allan. Yugoslavia: Death of a Nation. London: Penguin (1997). ISBN 978-0-14-026263-6
- Lukić, Jasmina. Gender and War in South Slavic Literature, History of the Literary Cultures of East-Central Europe. Amszterdam: John Benjamins Publishing Company (2010). ISBN 978-90-272-3458-2
- MacDonald, David Bruce. Balkan Holocausts?: Serbian and Croatian Victim Centered Propaganda and the War in Yugoslavia. Manchester: Manchester University Press (2002). ISBN 978-0-7190-6467-8
- Malović, Stjepan. The People, Press, and Politics of Croatia. Westport, Connecticut: Greenwood Publishing Group (2001). ISBN 978-0-275-96543-3
- Marijan, Davor. Bitka za Vukovar (horvát nyelven). Zagreb: Hrvatski institut za povijest (2004). ISBN 9789536324453
- Merrill, Christopher. Only the Nails Remain: Scenes from the Balkan Wars. Lanham, Maryland: Rowman & Littlefield (1999). ISBN 978-0-7425-1686-1
- Milošević, Milan. The Media Wars: 1987–1997, Burn This House: The Making and Unmaking of Yugoslavia. Durham, North Carolina: Duke University Press (2000). ISBN 978-0-8223-2590-1
- Nation, R. Craig. War in the Balkans, 1991–2002. Carlisle, Pennsylvania: Strategic Studies Institute (2003). ISBN 978-1-58487-134-7
- Nizich, Ivana. War Crimes in Bosnia-Hercegovina, Volume 2. New York City: Human Rights Watch (1992). ISBN 978-1-56432-083-4
- Notholt, Stuart. Fields of Fire : An atlas of ethnic conflict. London: Troubador Publishing Ltd (2008). ISBN 978-1-906510-47-3
- O'Shea, Brendan. The Modern Yugoslav Conflict 1991–1995: Perception, Deception and Dishonesty. London: Routledge (2005). ISBN 978-0-415-35705-0
- Phillips, John. Macedonia: Warlords & Rebels in the Balkans. London: I.B.Tauris (2004). ISBN 978-1-86064-841-0
- Ramet, Sabrina P.. Thinking about Yugoslavia: Scholarly Debates about the Yugoslav Breakup and the Wars in Bosnia and Kosovo. Cambridge, UK: Cambridge University Press (2005). ISBN 978-0-521-85151-0
- Ramet, Sabrina P.. The Three Yugoslavias: State-Building and Legitimation, 1918–2005. Bloomington, Indiana: Indiana University Press (2006). ISBN 978-0-253-34656-8
- Sell, Louis. Slobodan Milošević and the Destruction of Yugoslavia. Durham, North Carolina: Duke University Press (2002). ISBN 978-0-8223-3223-7
- Shawcross, William. Deliver Us from Evil : Warlords and peacekeepers in a world of endless conflict. London: Bloomsbury Publishing (2001). ISBN 978-0-7475-5312-0
- Sikavica, Stipe. The Army's Collapse, Burn This House: The Making and Unmaking of Yugoslavia. Durham, North Carolina: Duke University Press (2000). ISBN 978-0-8223-2590-1
- Sloan, Joan. Reel Women: An International Directory of Contemporary Feature Films About Women. Lanham, Maryland: Scarecrow Press (2007). ISBN 978-0-8108-5738-4
- Štitković, Ejup. Croatia: The First War, Burn This House: The Making and Unmaking of Yugoslavia. Durham, North Carolina: Duke University Press (2000). ISBN 978-0-8223-2590-1
- Stojanović, Dubravka. The Traumatic Circle of the Serbian Opposition, The Road to War in Serbia: Trauma and Catharsis. Budapest: Central European University Press (2000). ISBN 978-963-9116-56-6
- Stover, Eric. My Neighbor, My Enemy: Justice and Community in the Aftermath of Mass Atrocity. Cambridge, UK: Cambridge University Press (2004). ISBN 978-0-521-54264-7
- Stover, Eric. The Witnesses: War Crimes and the Promise of Justice in the Hague. Philadelphia: University of Pennsylvania Press (2007). ISBN 978-0-8122-1994-4
- Sremac, Danielle S. War of Words: Washington Tackles the Yugoslav Conflict. Westport, Connecticut: Greenwood Publishing Group (1999). ISBN 978-0-275-96609-6
- Tanner, Marcus. Croatia: A Nation Forged in War. New Haven, Connecticut: Yale University Press (2010). ISBN 978-0-300-16394-0
- Thomas, Nigel. The Yugoslav Wars (1): Slovenia & Croatia 1991–95. Oxford: Osprey Publishing (2006). ISBN 978-1-84176-963-9
- Thomas, Robert. Serbia under Milošević: Politics in the 1990s. London: C. Hurst & Co. Publishers (1999). ISBN 978-1-85065-341-7
- Thompson, Mark. A Paper House: The Ending of Yugoslavia. London: Hutchinson Radius (1992). ISBN 978-0-09-174619-3
- Turković, Silvana. Strengthening Psychological Health in War Victims and Refugees, Broken Spirits: The Treatment of Traumatized Asylum Seekers, Refugees, and War and Torture Victims. New York City: Routledge (2004). ISBN 978-0-415-94397-0
- Tus, Anton. The war up to the Sarajevo Ceasefire, The War in Croatia and Bosnia-Herzegovina 1991–1995. London: Frank Cass Publishers (2001). ISBN 0-7146-8201-2
- Woodward, Susan L.. Balkan Tragedy: Chaos and Dissolution after the Cold War. Washington, D.C.: Brookings Institution Press (1995). ISBN 978-0-8157-9513-1

### Hírbeszámolók
- Bell, Martin. „Return to Vukovar”, BBC Radio 4, 2011. augusztus 22. (Hozzáférés: 2011. szeptember 11.)
- „Blagoje Adžić je poveo totalni rat protiv Hrvatske”, Slobodna Dalmacija , 2012. március 6. (Hozzáférés: 2014. június 1.)
- Blair, David. „International Court of Justice clears Croatia and Serbia of genocide”, The Daily Telegraph , 2015. február 3.. [2015. augusztus 20-i dátummal az eredetiből archiválva] (Hozzáférés: 2015. november 9.)
- Borger, Julian. „The hunt for the former Yugoslavia's war criminals: mission accomplished”, guardian.co.uk , 2011. augusztus 3.. [2012. július 26-i dátummal az eredetiből archiválva] (Hozzáférés: 2011. október 22.)
- Champion, Marc. „UN envoy inspects ruins of Vukovar”, The Independent , 1991. november 20., 12. oldal
- Champion, Marc. „The slow death of Vukovar”, Independent on Sunday , 1991. november 24., 12. oldal
- „War crimes in ex-Yugoslavia – Another Arrest”, The Economist , 2011. március 4.. [2012. július 26-i dátummal az eredetiből archiválva]
- Harden, Blaine. „Battered Vukovar Bares Its Wounds; Danube River City Is Reduced to Ruins in Yugoslav Civil War”, Washington Post , 1991. november 20., A01. oldal
- „Nebeski vitezovi slavonske ravni”, Hrvatski vojnik , 2007. május 1.. [2012. július 26-i dátummal az eredetiből archiválva] (Hozzáférés: 2011. október 1.) (horvát nyelvű)
- Jelinić, Berislav. „Suljic dying, statement against Mercep impossible”, Nacional , 2006. július 31.. [2012. július 25-i dátummal az eredetiből archiválva]
- Jelinić, Berislav. „Bajic's greatest weapon against war criminals”, Nacional , 2007. november 26.. [2012. július 25-i dátummal az eredetiből archiválva]
- Kovacic, Jovan. „Vukovar marks anniversary in defiance and disappointment”, 1992. november 18.
- Kroeger, Alix. „Croatia's precious artwork returned”, BBC News, 2001. december 12.. [2012. július 26-i dátummal az eredetiből archiválva] (Hozzáférés: 2011. szeptember 12.)
- Lekic, Slobodan. „Bumper Crops Stands in Middle of Warring Militias”, 1991. július 24.
- Lekic, Slobodan. „Serbs Celebrate Anniversary of Vukovar Takeover”, 1992. november 18.
- Maguire, Sean. „Serbs defy all to begin rebuilding Vukovar”, 1994. július 4.
- Marshall, Andrew. „Balkans: Remember Vukovar – for the sake of the dead, and the survivors who must bring it back to life”, The Independent , 1998. január 16., 15. oldal. [2012. július 26-i dátummal az eredetiből archiválva] (Hozzáférés: 2010. november 24.)
- Marshall, Tyler. „Serbs Dig In to Defend Croatian City They Destroyed”, Los Angeles Times , 1995. március 8., A14. oldal
- Navarro, Alain. „Croatians shocked at loss of Vukovar”, 1991. november 20.
- Nazor, Ante. „Grad je bio meta”, Hrvatski vojnik , 2008. november 1.. [2012. július 26-i dátummal az eredetiből archiválva] (Hozzáférés: 2011. október 9.) (horvát nyelvű)
- Radin, Charles A.. „Reflecting on a battle's losses: Fallen Croatian city's restless defenders rue past and wonder what's next”, The Boston Globe , 1991. november 26., 2. oldal
- Radosavljevic, Zoran. „Still hurting, Vukovar seeks closure after Hadzic's arrest”, 2011. július 20.. [2012. július 26-i dátummal az eredetiből archiválva]
- Seeney, Helen. „Croatia: Vukovar is Still Haunted by the Shadow of its Past”, Deutsche Welle , 2006. augusztus 22. (Hozzáférés: 2012. április 14.)
- Sikavica, Stipe. „Dead Warriors Mislaid in Political Haze”, AIM Belgrade, 1997. november 28.. [2011. július 16-i dátummal az eredetiből archiválva] (Hozzáférés: 2011. szeptember 5.)
- Simmons, Michael. „Napalm used in pounding of Vukovar, says doctor”, The Guardian , 1991. december 17., 8. oldal
- Stankovic, Mirko. „Tense situation in Vukovar”, Summary of World Broadcasts, BBC, 1991. június 20.
- Stanković, Milić. „Hrvatsko ludilo i Pandorina kutija”, Pogledi , NIP Pogledi d.o.o., 1992. január 17., 25. oldal (szerb nyelvű)
- Stefanovic, Ivan. „Another Person Killed in Ethnic Clashes, Federal Presidency Convened”, 1991. május 4.
- Sudetic, Chuck. „Croatia Votes for Sovereignty and Confederation”, The New York Times , 1991. május 20., A3. oldal. [2012. július 26-i dátummal az eredetiből archiválva] (Hozzáférés: 2010. december 12.)
- Sudetic, Chuck. „Attacks on Croatia Called Worst of War”, The New York Times , 1991. augusztus 27.. [2012. július 26-i dátummal az eredetiből archiválva]
- Sudetic, Chuck. „Croatian Cityscape: Stray Dogs, Rows of Wounded, Piles of Dead”, The New York Times , 1991. november 21., A1. oldal. [2012. július 26-i dátummal az eredetiből archiválva]
- „Vukovarska apokalipsa”, Vreme , 2001. október 25.
- Tanner, Marcus. „'35 killed' in Croatian clashes”, The Independent , 1991. május 3., 14. oldal
- Tanner, Marcus. „Hatred rages out of control in Croatia”, The Independent , 1991. május 6., 10. oldal
- Tanner, Marcus. „Croats likely to vote for independence”, The Independent , 1991. május 20., 9. oldal
- Tanner, Marcus. „Macabre rite to celebrate a Serb conquest”, The Independent , 1992. november 19., 9. oldal
- Tanner, Marcus. „A ravaged city that lost its desire to live: Marcus Tanner visits once-wealthy Vukovar a year after the Yugoslav army overwhelmed the city and destroyed its mixed community”, The Independent , 1992. október 27., 8. oldal
- „War Crimes Court Orders Serb Major's Early Release”, 2011. július 7.
- Croatian Radio. „Vukovar police report terrorist arrests”, Summary of World Broadcasts, BBC, 1991. július 9.
- „Croatian Serb war crimes suspect found dead”, BBC News, 1998. június 29.. [2012. július 26-i dátummal az eredetiből archiválva] (Hozzáférés: 2011. szeptember 3.)
- Wood, Paul. „Gangster's life of Serb warlord”, BBC News, 2000. január 15.. [2012. július 26-i dátummal az eredetiből archiválva] (Hozzáférés: 2011. szeptember 16.)
- „Serbia votes to end Yugoslavia”, BBC News, 2003. január 28.. [2012. július 26-i dátummal az eredetiből archiválva] (Hozzáférés: 2011. október 7.)
- „The charges against Vojislav Seselj”, BBC News, 2003. február 24.. [2012. július 26-i dátummal az eredetiből archiválva] (Hozzáférés: 2011. szeptember 3.)
- „Vukovar war crimes trial halted”, BBC News, 2004. június 1.. [2012. július 26-i dátummal az eredetiből archiválva] (Hozzáférés: 2011. szeptember 3.)
- „Army chief faces Vukovar inquiry”, BBC News Online, 2005. november 25.. [2014. március 28-i dátummal az eredetiből archiválva] (Hozzáférés: 2011. szeptember 5.)
- „Serbs jailed for Vukovar massacre”, BBC News, 2005. december 12.. [2012. július 26-i dátummal az eredetiből archiválva] (Hozzáférés: 2011. szeptember 3.)
- „Milosevic found dead in his cell”, BBC News, 2006. március 11.. [2012. július 26-i dátummal az eredetiből archiválva] (Hozzáférés: 2011. szeptember 2.)
- „Two jailed over Croatia massacre”, BBC News, 2007. szeptember 27.. [2012. július 26-i dátummal az eredetiből archiválva] (Hozzáférés: 2011. szeptember 3.)
- „Hague triples Vukovar jail term”, BBC News, 2009. május 5.. [2012. július 26-i dátummal az eredetiből archiválva] (Hozzáférés: 2011. szeptember 3.)
- „Serb leader Tadic apologises for 1991 Vukovar massacre”, BBC News, 2010. november 4.. [2012. július 26-i dátummal az eredetiből archiválva] (Hozzáférés: 2011. szeptember 7.)
- „Vukovar suspect Goran Hadzic pleads not guilty”, BBC News, 2011. augusztus 24.. [2012. július 26-i dátummal az eredetiből archiválva] (Hozzáférés: 2011. szeptember 2.)
- „UN court dismisses Croatia and Serbia genocide claims”, BBC News, 2015. február 3.. [2015. február 3-i dátummal az eredetiből archiválva] (Hozzáférés: 2015. november 9.)
- „Serbia radical Vojislav Seselj acquitted of Balkan war crimes”, BBC News, 2016. március 31.. [2016. március 31-i dátummal az eredetiből archiválva] (Hozzáférés: 2016. március 31.)
- „Goran Hadzic, Croatian-Serb war crimes defendant, dies at 57”, BBC News, 2016. július 12.. [2016. július 13-i dátummal az eredetiből archiválva] (Hozzáférés: 2016. augusztus 3.)
- „Preminuo general Veljko Kadijević”, B92, 2014. november 2. (Hozzáférés: 2014. november 2.) (szerb nyelvű)
- Butković, Davor. „I Srbi su branili Hrvatsku”, Jutarnji list , 2010. november 6.. [2012. július 26-i dátummal az eredetiből archiválva] (Hozzáférés: 2011. október 19.) (horvát nyelvű)
- „Post-communist vandalism; art treasures are being destroyed in the Balkans – by soldiers in what used to be Yugoslavia and by spivs in Albania”, The Economist , 1995. március 4., 83. oldal
- „Silovanja kao ratni zločin”, Hrvatska radiotelevizija (Horvát Rádiótelevízió), 2010. június 4.. [2013. január 8-i dátummal az eredetiből archiválva] (Hozzáférés: 2011. szeptember 15.) (horvát nyelvű)
- „Croatia names Vukovar-class FAC acquired from Finland”, Jane's Navy International , Jane's Information Group, 2009. január 30.. [2012. július 26-i dátummal az eredetiből archiválva]
- „Počelo prvo javno suđenje za silovanje u okupiranom Vukovaru”, Jutarnji list , 2006. május 16.. [2012. július 26-i dátummal az eredetiből archiválva] (Hozzáférés: 2011. szeptember 15.) (horvát nyelvű)
- „Umro Marko Babić – odlazak heroja s Trpinjske ceste”, Jutarnji list , 2007. július 6.. [2012. július 26-i dátummal az eredetiből archiválva] (Hozzáférés: 2011. szeptember 16.) (horvát nyelvű)
- „Naša domovina – I Jovan je branio Hrvatsku”, Slobodna Dalmacija , 2009. október 26.. [2012. július 26-i dátummal az eredetiből archiválva] (Hozzáférés: 2011. szeptember 17.) (horvát nyelvű)
- „Vukovar 1991. i sedamnaest godina poslije”, Virski list , Vir turizam d.o.o., 2008. november 1., 19. oldal (horvát nyelvű)
- „Naši silovatelji slobodno šeću Vukovarom, a mi smo zaboravljene”, Vjesnik , 2011. szeptember 14.. [2012. június 14-i dátummal az eredetiből archiválva] (Hozzáférés: 2011. szeptember 15.) (horvát nyelvű)
- „Croatian President Says No Innocents Will Be Convicted of War Crimes”, Voice of America News, 2011. szeptember 22.. [2011. szeptember 24-i dátummal az eredetiből archiválva] (Hozzáférés: 2011. szeptember 22.)

Egyéb források
- Bassiouni, M. Cherif: Final report of the United Nations Commission of Experts established pursuant to security council resolution 780 (1992), Annex III – Special Forces. United Nations, 1994. december 28. [2011. április 30-i dátummal az eredetiből archiválva]. (Hozzáférés: 2011. március 19.)
- Bassiouni, M. Cherif: Final report of the United Nations Commission of Experts established pursuant to security council resolution 780 (1992), Annex IV – The policy of ethnic cleansing. United Nations, 1994. december 28. [2012. május 4-i dátummal az eredetiből archiválva]. (Hozzáférés: 2011. március 19.)
- "Vukovar – poslednji rez" osvojio nagradu u Sarajevu (szerb nyelven). B92, 2006. augusztus 27. (Hozzáférés: 2011. október 8.)
- Marijan, Davor (2002. október 1.). „Bitka za Vukovar 1991” (horvát nyelven) (PDF). Scrinia Slavonica, Bród 2 (1), 367–402. o, Kiadó: Croatian Historical Institute – Department of History of Slavonia, Srijem and Baranja. ISSN 1332-4853. (Hozzáférés: 2011. október 6.)
- Šebetovsky, Mario. „The Battle of Vukovar: The Battle That Saved Croatia” (PDF), United States Marine Corps Command and Staff College, Marine Corps University, 2002. július 1. (Hozzáférés: 2011. október 9.)
- The Prosecutor of the Tribunal against Goran Hadzic – Indictment. International Criminal Tribunal for the Former Yugoslavia, 2004. május 21. (Hozzáférés: 2011. szeptember 2.)
- The Prosecutor of the Tribunal against Slobodan Milošević – Second Amended Indictment. International Criminal Tribunal for the Former Yugoslavia, 2002. október 23. (Hozzáférés: 2011. szeptember 2.)
- Prosecutor v. Mile Mrkšić, Miroslav Radić and Veselin Šljivančanin – Judgement. International Criminal Tribunal for the Former Yugoslavia, 2007. szeptember 27. [2011. július 26-i dátummal az eredetiből archiválva]. (Hozzáférés: 2011. augusztus 23.)
- The Prosecutor of the Tribunal against Vojislav Šešelj – Third Amended Indictment. International Criminal Tribunal for the Former Yugoslavia, 2007. december 7. (Hozzáférés: 2011. szeptember 3.)

### Magyarul
- Három hónapig tartotta magát Vukovár. honvedelem.hu. [2015. november 23-i dátummal az eredetiből archiválva]. (Hozzáférés: 2015. november 22.)
- 1991 Vukovár eleste. Index.hu
- Vukovár: egy sorsfordító város, mely éket ver két nemzet közé. kitekinto.hu
- A délszláv háború krónikája – 1991. november. Srbija inside
- A NAGY BALKÁNI CSISZTKA. Beszélő. (Hozzáférés: 2017. április 4.)
- “Pokolgépen találjuk magunkat, amely mindannyiunkat elpusztíthat” – 25 éve kezdődött Vukovár ostroma. 24.hu
- 1991 Vukovári lecke. [2017. április 5-i dátummal az eredetiből archiválva]. (Hozzáférés: 2017. április 4.)